# Tower of London
His Majesty’s Royal Palace and Fortress of the Tower of London (auf Deutsch: Königlicher Palast Seiner Majestät und Festung des Tower of London, kurz: der Londoner Tower) ist ein befestigter Gebäudekomplex am Nordufer der Themse am südöstlichen Ende der City of London und damit zugleich im Zentrum der englischen Region Greater London (London). Die Ringburg mit zwei Festungsringen diente den englischen und britischen Königen unter anderem als Residenz, Waffenkammer, Werkstatt, Lager, Zoo, Garnison, Museum, Münzprägestätte, Gefängnis, Archiv und Hinrichtungsstätte. Seit 600 Jahren wird der Tower von Touristen besucht.
Ursprünglich wurde der Tower im 11. Jahrhundert als Festung Wilhelms des Eroberers gegen die potentiell feindseligen Bürger der Stadt London errichtet. Bis zu Jakob I. nutzten alle englischen Könige den Tower zeitweilig zum Aufenthalt. Als Stützpunkt der britischen Monarchie im historischen Zentrum Londons ist der Tower eng mit der britischen Geschichte verbunden. Die Außenmauern und Türme des Towers wurden im Wesentlichen im Mittelalter errichtet. In den folgenden Jahrhunderten wurden zahlreiche An- und Umbauten innerhalb der Mauern durchgeführt. Im 19. Jahrhundert erfolgte eine Neugestaltung: Mauern und Türme wurden im Zuge des Gothic Revival im historistischen Stil neu errichtet. Dabei wurden auch Gebäude innerhalb der Mauern abgerissen.
Heute werden im Tower Ausstellungen über das Gebäude selbst und seine Geschichte, Teile der Sammlung der Royal Armouries, die britischen Kronjuwelen gezeigt. Hier befinden sich das Hauptquartier und das Museum des Royal Regiment of Fusiliers, Wohnräume für die Yeoman Warders sowie Verwaltungs- und Büroräume. Aus dem Tower gingen das Board of Ordnance, die Royal Mint, der Ordnance Survey, das Royal Observatory, das Public Record Office und der London Zoo hervor. Der Tower ist auch Handlungsort zahlreicher Dramen und Romane von Shakespeare bis Edgar Wallace. Insbesondere Schriften und Historiengemälde des 19. Jahrhunderts betonen die Rolle als Gefängnis und trugen maßgeblich zur Rezeption des Towers als düsterem Kerker bei.
Die UNESCO erklärte den Tower 1988 zum Weltkulturerbe. Der Tower gehört der britischen Krone und wird von den Historic Royal Palaces verwaltet.

## Baugeschichte

### Gründung und Ausbau im Mittelalter

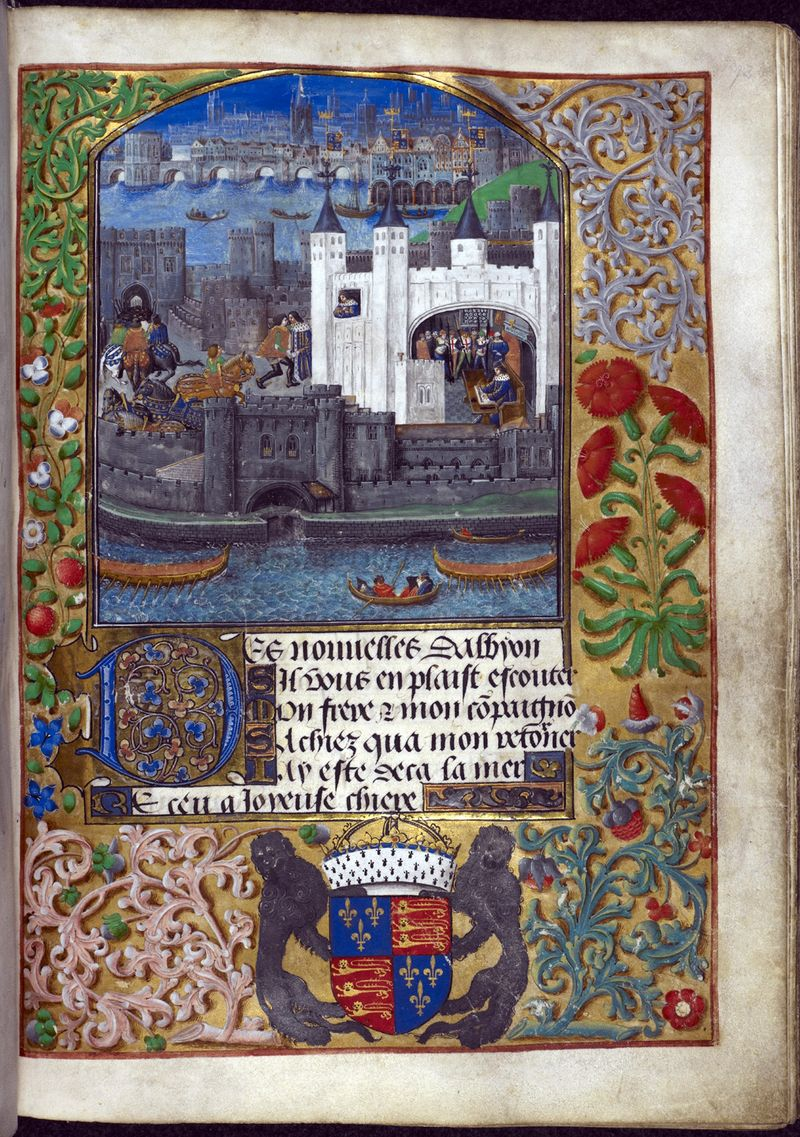
Abbildung des Towers aus dem frühen 15. Jahrhundert, aus dem Manuskript Royal 16 F. ii

Nach der Eroberung Englands 1066 errichteten die Normannen unter Wilhelm dem Eroberer eine Reihe von Festungen, um ihre Macht im Land zu sichern. Nachdem es anlässlich der Krönung Wilhelms zum englischen König in der Westminster Abbey an Weihnachten 1066 zu Unruhen in der Stadt gekommen war, ordnete Wilhelm den Bau einer Burg auf einem an der Themse gelegenen Hügel am östlichen Rand der City of London an. Die etwa 200 Fuß mal 400 Fuß (etwa 70 Meter × 140 Meter) große Festung lag in der südöstlichen Ecke der römischen Stadtmauer Londiniums und wurde im Süden und Osten von der erhaltenen römischen Mauer, im Westen und Norden von einem Graben mit Erdwällen und hölzernen Palisaden geschützt. Diese erste Festung wurde ab 1077/78 durch einen massiven Steinbau, den späteren White Tower, ersetzt. Während Richard I. auf Kreuzzüge zog, begann Wilhelm von Longchamp, der Lordkanzler von England, Ende des 12. Jahrhunderts mit dem Ausbau des Towers zur Festung mit mehreren Gebäuden. Er verstärkte die weiteren Mauern um den White Tower herum, baute die Mauern nach Westen aus und versah sie erstmals mit kleineren Wachtürmen. Longchamp versuchte als Erster, einen Wassergraben um den Tower zu errichten. Er scheiterte aber noch an den Strömungsverhältnissen in der Themse.
Prägend für die heutige Gestalt des Towers war Heinrich III., der die Festung von 1220 bis 1238 zum Festland hin und von 1238 bis 1272 zum Fluss hin erweiterte. In dieser Zeit erhielt auch die gesamte Festung den Namen Tower of London. Sowohl die Arbeiten an der großen Halle als auch andere haushaltsbezogene Konstruktionen deuten darauf hin, dass Heinrich den Tower als Wohngebäude aufwerten wollte, und ihn auf eine Ebene mit Windsor Castle oder den Residenzen in Winchester und Clarendon stellen wollte. Heinrich ließ die Gemächer von König und Königin neu herrichten und die Wände weiß kalken. Außerdem ließ er fünf Tonnen Marmor aus Dorset heranschaffen, um die Innenräume auszubauen.
Nachdem Heinrich sich 1238 im Zuge der Verwerfungen um die Hochzeit seiner Schwester Eleanor von England mit Simon de Montfort, 6. Earl of Leicester vor aufgebrachten Adligen einen Monat lang im Tower hatte verschanzen müssen, begann er mit dem Ausbau des Towers als Festung auf dem damals aktuellen Stand der Festungstechnik. Er ließ einen neuen Festungsring, insgesamt acht Türme und einen permanent gefüllten Wassergraben errichten.
Eduard I., der umfangreiche Erfahrungen mit der Kriegsführung auf den britischen Inseln und dem Kontinent besaß, setzte das ehrgeizige Bauprogramm seines Vorgängers fort. Er baute die innere Mauer aus, so dass eine echte Ringburg entstand, ließ einen neuen Graben ausheben und neue Außenmauern bauen, so dass insgesamt drei Verteidigungsringe entstanden. Die Architektur folgte dabei dem in Wales entwickelten Modell britischer Ringburgen. Die Festungsringe wurden von außen nach innen höher, so dass Verteidiger auf den inneren Ringen über ihre Mitkämpfer auf den äußeren Ringen hinwegschießen konnten. Sollten die äußeren Festungsringe fallen, hätten die Verteidiger immer noch einen Höhenvorteil.
Eduard ersetzte den großen Torbau seines Vorgängers durch zwei neue Tore, eines zum Wasser und ein landseitiges auf der West-/Stadt-Seite der Festung. Seit 1275 entstand der nach Thomas Beckett benannte St Thomas’s Tower. Damit hatte der Tower seine heutige Flächenausdehnung erreicht. In den Zeiten nach Eduard I. folgten An- und Umbauten eher sporadisch, und oftmals ad hoc. Eduard II. und Eduard III. ließen im 14. Jahrhundert die äußere Mauer auf die heute noch vorhandene Höhe aufmauern.

### Mehrfacher Umbau seit der Frühen Neuzeit

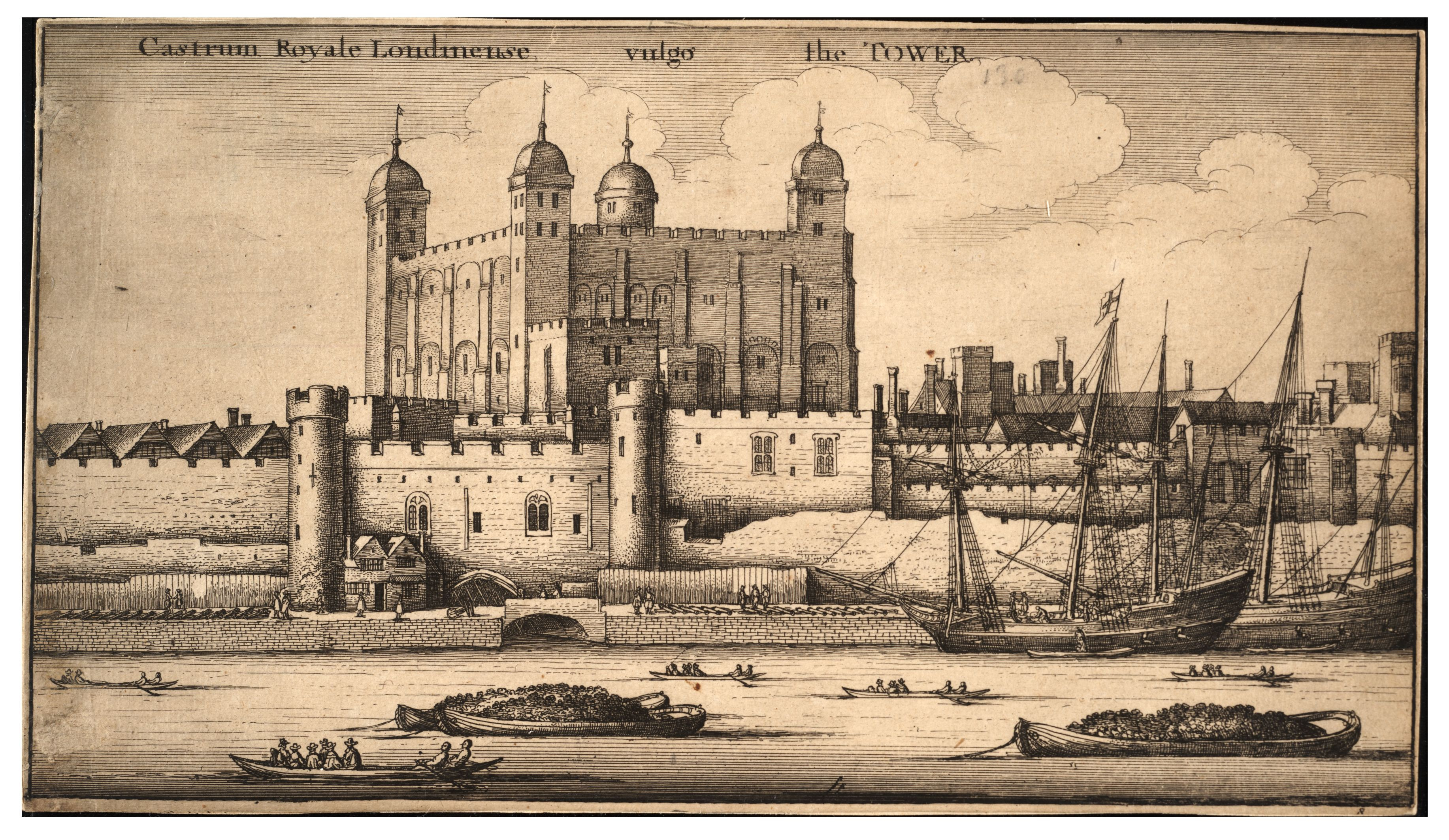
Wenzel Hollar: „Tower of London“. Entstanden zwischen 1637 und 1677.

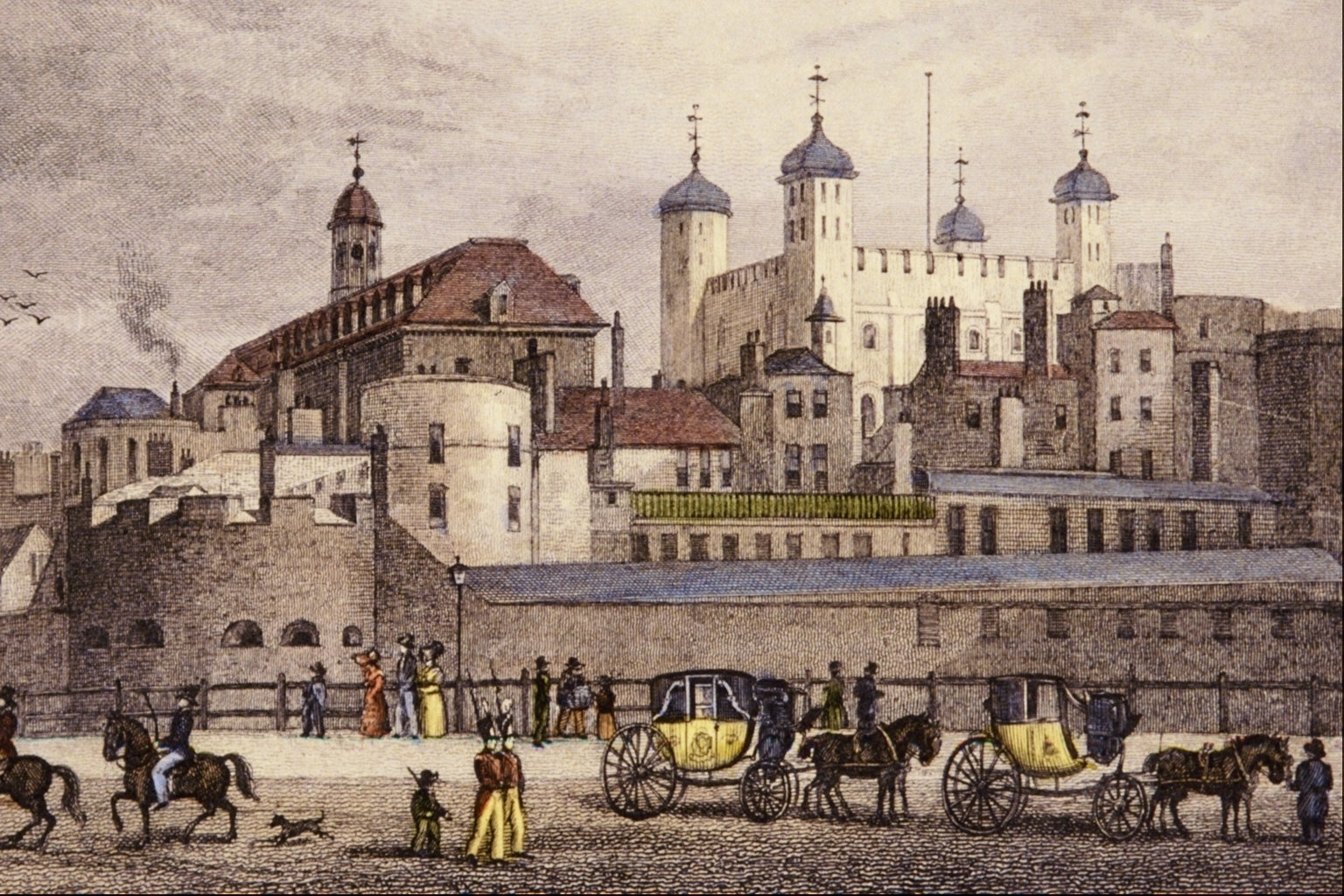
Thomas H. Shepherd: „Tower of London from Tower Hill“. Entstanden im frühen 19. Jahrhundert.

Ab dem 16. Jahrhundert erlahmten die Arbeiten an den eigentlichen Verteidigungsanlagen des Towers. Zahlreiche Regierungsstellen und Organisationen von der königlichen Waffenschmiede über die Münzprägestätte bis zum Archiv waren mittlerweile im Tower heimisch geworden. Diese sorgten zwar für regelmäßigen Neubau und eine Erweiterung der inneren Gebäude, verhinderten aber den Ausbau der Verteidigungsanlagen. Heinrich VIII. ließ die Festungskirche St Peter ad Vincula komplett neu bauen, das Queen’s House, das größte Gebäude der Tudor-Zeit, errichten und die ersten Verteidigungsanlagen mit Schießscharten für Handfeuerwaffen versehen.
Bedeutsam im 17. Jahrhundert war das Grand Storehouse, das später einem Feuer zum Opfer fiel. Darüber hinaus entstanden dutzende kleinere Gebäude, Wohnhäuser und andere Bauten. Unter anderem bestanden zwei Pubs an der Außenmauer des Towers, die ebenfalls im 19. Jahrhundert abgerissen wurden. Die verbliebenen mittelalterlichen Palastanlagen außerhalb des White Towers fielen zwei großen Feuern in den Jahren 1774 und 1788 zum Opfer.
Der letzte große Neubau erfolgte im Jahr 1840, als die Chartisten Großbritannien in Aufruhr versetzten und das britische Königshaus den Tower wieder auf den damaligen Stand der Verteidigungstechnik bringen ließ. Prägend war hierbei der Bau der Waterloo Barracks, die an die Stelle des alten Grand Storehouse traten und heute neben dem White Tower das größte Gebäude der Festung sind.
Im 19. Jahrhundert gab es wiederum eine tiefgreifende Änderung der Nutzung. Bis 1850 hatten die Royal Mint, die Menagerie und das Archiv den Tower verlassen und waren in Gebäude weiter außerhalb der Londoner Innenstadt gezogen. Tourismus und Besichtigungen nahmen an Bedeutung zu. Im 19. Jahrhundert folgten darauf größere Umbauten im Inneren. Nicht mehr benötigte Gebäude aus den vorherigen Jahrhunderten wurden abgerissen, andere errichtet. Der Mode der damaligen Zeit folgend, versuchten die Bauherren im Tower wieder einen möglichst mittelalterlichen Zustand herzustellen.
Anstatt wie in den Jahrhunderten zuvor in Backstein mit Reminiszenzen an klassische Architektur zu bauen, forderte Anthony Salvin die Verwendung von Naturstein, der möglichst originalgetreu mittelalterlich aussehen sollte. Sowohl aus militärischen als auch aus ästhetischen Gründen ließen die Baumeister des 19. Jahrhunderts zahlreiche Gebäude auf dem Festungsgelände entfernen. John Taylors Arbeiten sorgten für einen heftigen Disput mit der neu gegründeten Society for the Protection of Ancient Buildings, was zu einer der ersten Grundsatzdiskussionen zum modernen Denkmalschutz im 19. Jahrhundert führte.
Seit etwa 1900 ist die Anordnung der Gebäude im Tower im Wesentlichen gleich geblieben. Ab den 1960er Jahren folgte eine weitere Rückbesinnung auf die Geschichte des Gebäudes. Umfangreiche archäologische Ausgrabungen begannen, und an mehreren Stellen bemühten sich Restauratoren, den mittelalterlichen Zustand wiederherzustellen. So wurde beispielsweise das erste Mal nach 300 Jahren wieder eine Holztreppe errichtet, die den ursprünglichen Eingang zum White Tower zugänglich machte. Ebenfalls in den 1960er Jahren begannen Reinigungsarbeiten an Gebäuden, die dies seit Jahrhunderten nicht mehr erlebt hatten.

### Zerstörungen im Zweiten Weltkrieg
Bei den Luftangriffen auf London während des Zweiten Weltkriegs erlitt der Tower of London erhebliche Schäden.
Am 23. September 1940 wurden ein großer Teil der Münzstätte sowie der nördliche Teil des alten Krankenhausblocks zerstört. Auch auf der anderen Seite der Festung, einschließlich des Grabens, entstanden Zerstörungen an der Hauptwache und den Tower Wharfs. Durch zahlreiche direkte Treffer wurden auch die Gas-, Wasser- und Stromversorgung für die Bewohner des Turms gestört.
Am 5. Oktober 1940 schlug in der Nordbastei eine Bombe ein, die den Festungsturm teilweise einstürzen ließ. Der White Tower wurde nur knapp verfehlt.

## Architektur

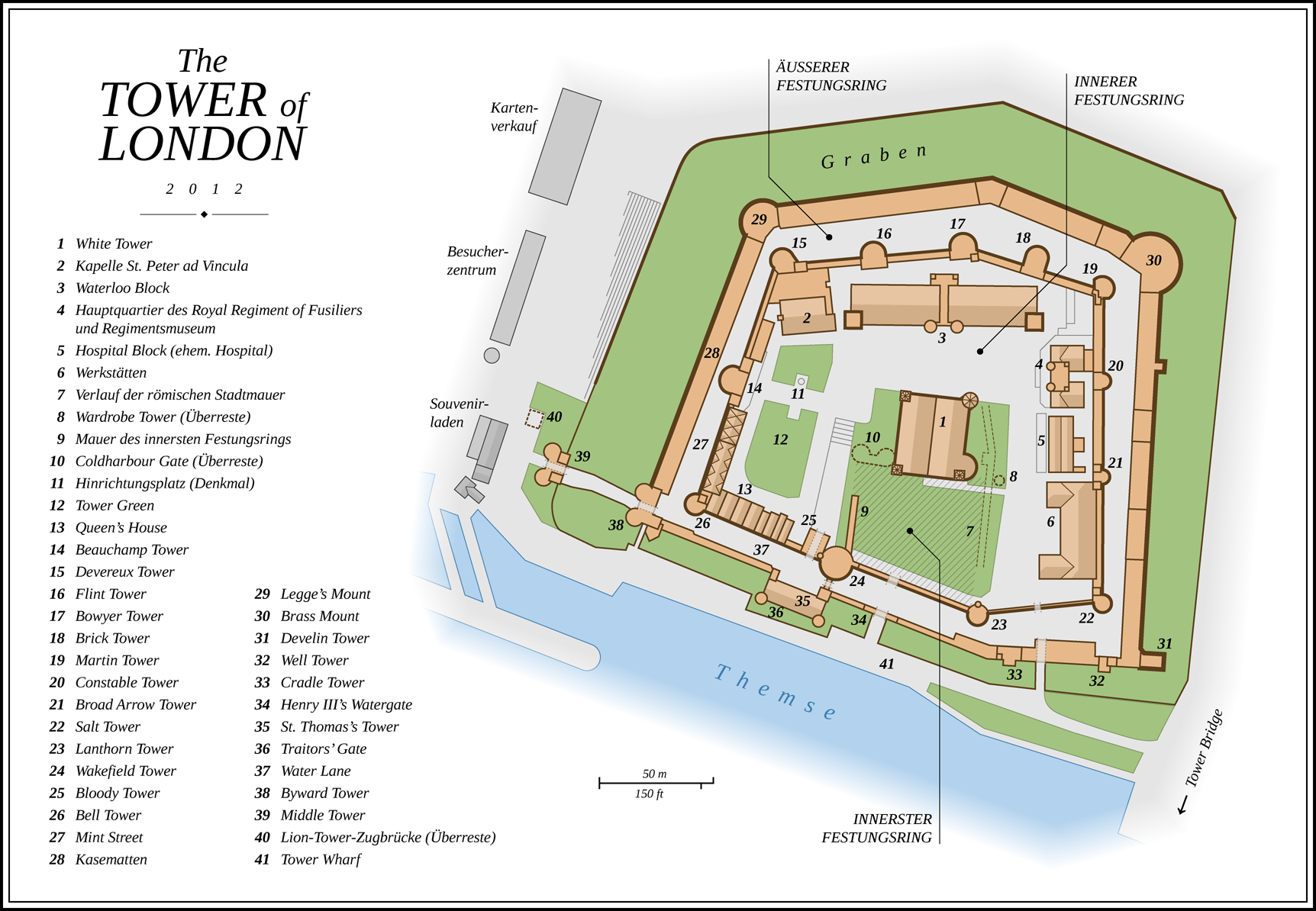
Lageplan des Tower of London

Die Ringburg des Towers bestand ursprünglich aus drei Festungsringen, von denen zwei noch deutlich zu erkennen sind. Der Tower nimmt eine Fläche von 7,3 Hektar ein. Der innerste Ring – innermost ward oder coldharbour – besteht aus dem White Tower und dem ihn umgebenden Hof. Es handelt sich um den ältesten Teil der Festung. Der innere Ring – inner ward – umfasst den Rest des inneren Bereichs mit den Waterloo Barracks, der Kirche St Peter ad Vincula, der Freifläche des Tower Green und weiteren Wohn-, Lager- und Verwaltungsgebäuden. Er ist von Mauern mit 13 weiteren Türmen umgeben. Der äußere Ring – outer ward – umschließt die innere Mauer mit einer zweiten Mauer. Diese hat sechs Türme, die sich dem Wasser zuwenden, sowie zwei halbkreisförmige Bastionen an der Nordwest- und der Nordost-Ecke der Festung. Außerhalb der Mauern liegen ein Graben, ehemals mit Wasser gefüllt, und einige externe Strukturen. Im Südwestbereich der Festung führt eine Brücke über den Graben vom Middle Tower auf der Stadtseite zum Haupteingang Byward Tower auf der Festungsseite.

### Umgebung
Der Tower liegt direkt an der Themse am östlichen Rand der City of London und bildet damit den östlichen Eintrittspunkt in die Londoner Innenstadt. Dominierte der Tower optisch über viele Jahrhunderte die Stadt um ihn herum, begann sich dies nach dem Großen Brand von London 1666 zu ändern. Die von Christopher Wren erbaute St Paul’s Cathedral hatte ein ähnlich eindrucksvolles Format. Neue größere Gebäude ersetzten die mittelalterlichen Bauten, die bis dahin das Stadtbild geprägt hatten. Die großen Kaianlagen des 19. Jahrhunderts waren in ähnlichem Maßstab gebaut wie der Tower, die Tower Bridge von 1894 überragte diesen. Seit dem 20. Jahrhundert begann die City zahlreiche Bürohochhäuser in der Nähe des Towers zu erlauben, die sukzessive durch größere Gebäude ersetzt wurden. Im Südosten der Festung liegt die Tower Bridge. Im Osten führt deren stark befahrene Auffahrt – Teil des inneren Stadtrings von London – direkt am Tower vorbei; eine weitere Hauptstraße, die Byward Street (eine Verlängerung der Lower Thames Street) liegt im Norden des Towers. An diese viel befahrenen Straßen grenzen enge Gehwege, von deren Benutzung Fußgängern abgeraten wird. Die Freiflächen des Tower Hills im Westen und das Ufer der Themse im Süden erlauben jedoch noch einen Eindruck von der Festung, der nicht von tosendem Verkehr bestimmt ist.
Die Lage im Stadtgebiet ist Ergebnis diverser Masterpläne im 20. Jahrhundert, die sich auf den Tower selbst konzentrierten. Die Umgebung der Festung bezogen sie nur insoweit in ihre Planungen ein, wie sie benötigt wurde, um Besucher zum Tower zu schleusen. Dies änderte sich zur Jahrhundertwende. Unter dem Titel Tower Environs Scheme wurden zwischen 1995 und 2004 die Hauptzugänge zum Tower umgestaltet und der Autoverkehr aus dem Westen und Süden des Towers verbannt.
Der Tower ist durch die Station Tower Hill der London Underground erreichbar, den etwa die Hälfte der Tower-Besucher nutzen. Andere Besucher kommen über den Bahnhof Fenchurch Street und die Station Tower Gateway der Docklands Light Railway, legen mit einem Schiff am Tower Millennium Pier an oder lassen sich von einem Bus im Parkhaus unter dem Tower Place absetzen.

### Graben, Außenmauer und äußerer Festungsring
Der Graben ist 36 Meter breit und sechs Meter tief. Die Backsteineinfassungen stammen aus den Jahren 1670 bis 1686. An der Flussseite ist der Graben baubedingt schmaler, an der Ostseite liegt die Anfahrt zur Tower Bridge teilweise auf dem ehemaligen Grabengelände und hat diesen Volumen gekostet. An der Südseite liegt mit der Tower Wharf ein Kai aus Stein, der in seiner heutigen Form aus dem späten 14. Jahrhundert stammt.
Zur Landseite befinden sich im Norden zwei Bastionen: Brass Mount im Nordosten und Legge’s Mount im Nordwesten. Die größere Brass Mount scheint etwas älter als der sie einschließende Wall. Sie ist eines der ältesten Backsteingebäude der britischen Inseln. Die kleinere Legge’s Mount wurde zusammen mit dem äußeren Mauerring gebaut. Sie wurde zwischen 1682 und 1686 erhöht.
Zur Wasserseite im Süden ist der Tower durch mehrere Türme geschützt. Auffallendster Bau ist der St Thomas’s Tower, an dem noch die Reste eines Wassertors mit Bootseinfahrt zur Themse erkennbar sind. Das Tor, das den Landzugang zum Tower vom Süden her erlaubt, stammt aus dem 19. Jahrhundert.

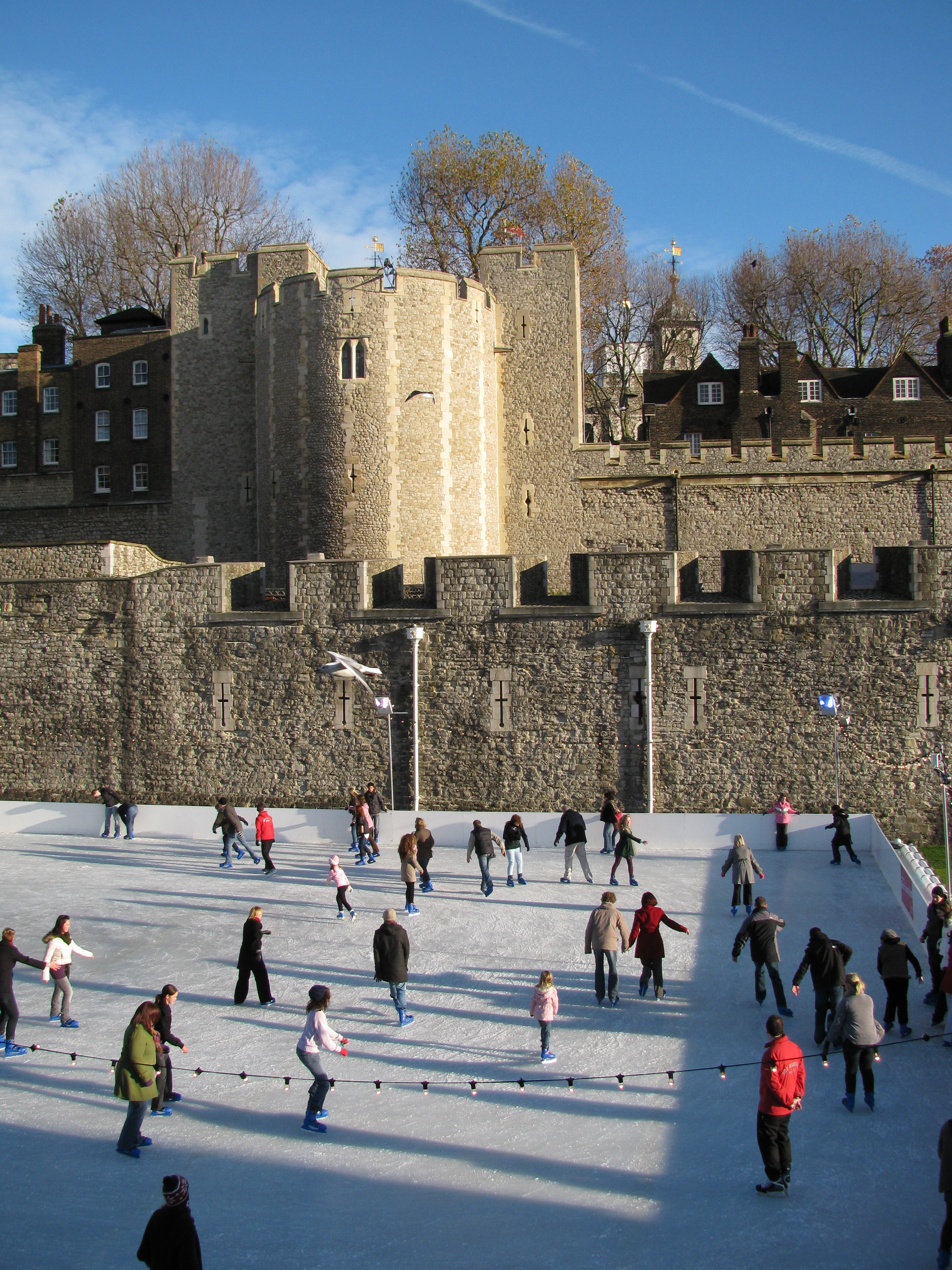
Graben, Außenmauer und Beauchamp Tower (2008)
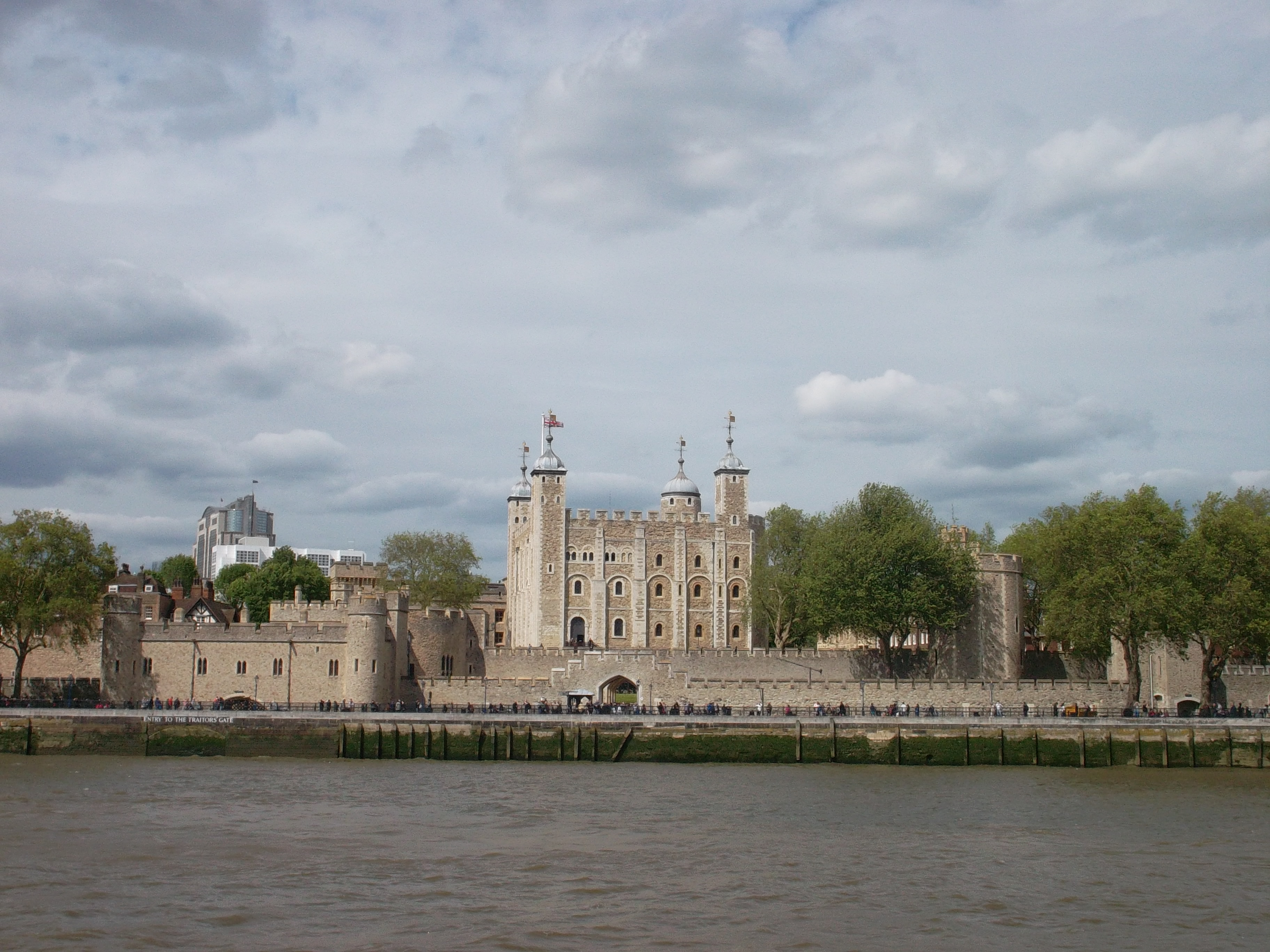
Tower Wharf, St Thomas’s Tower, und White Tower (2012)
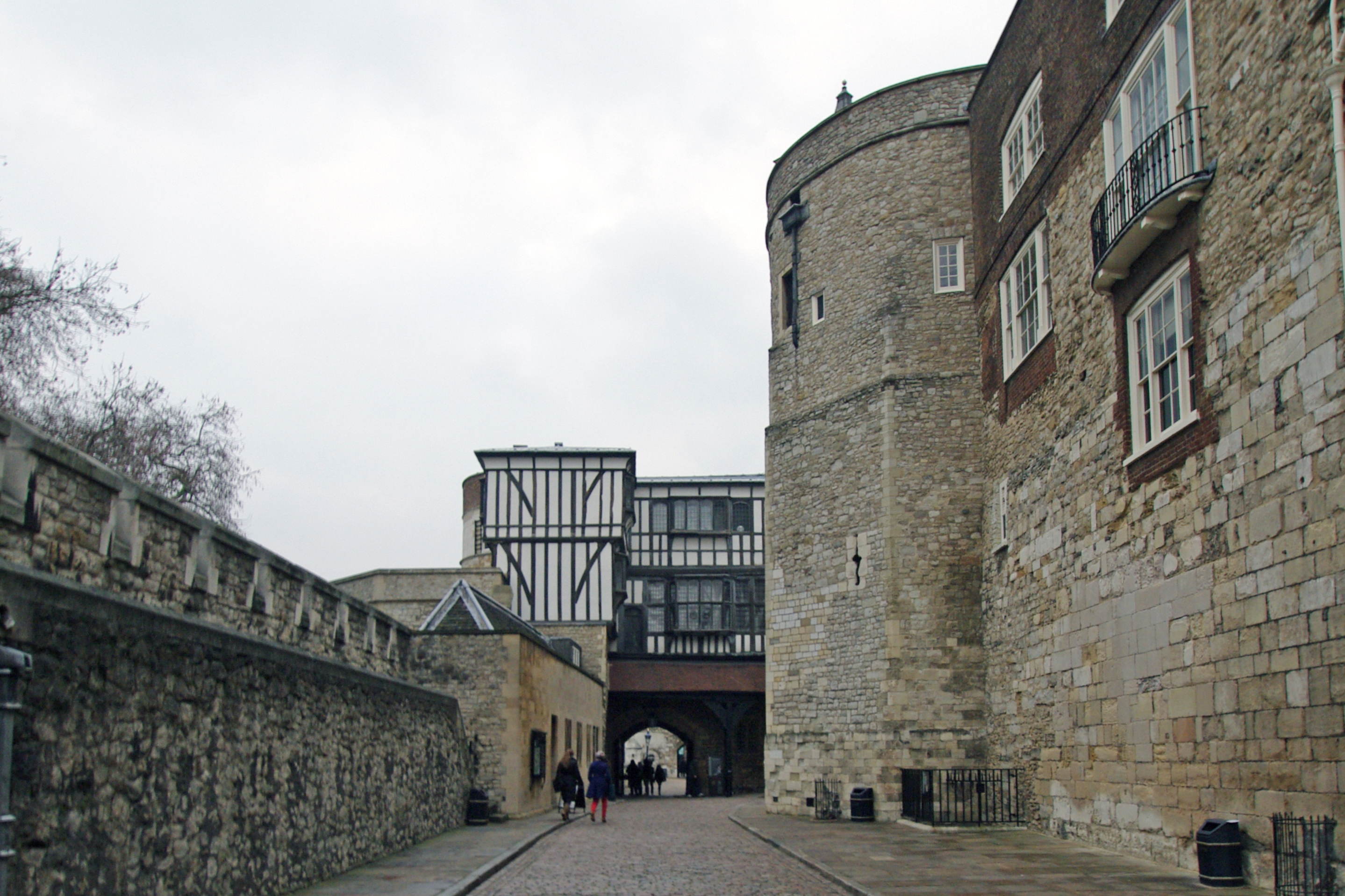
Water Street mit Byward Tower und Bell Tower (2012)
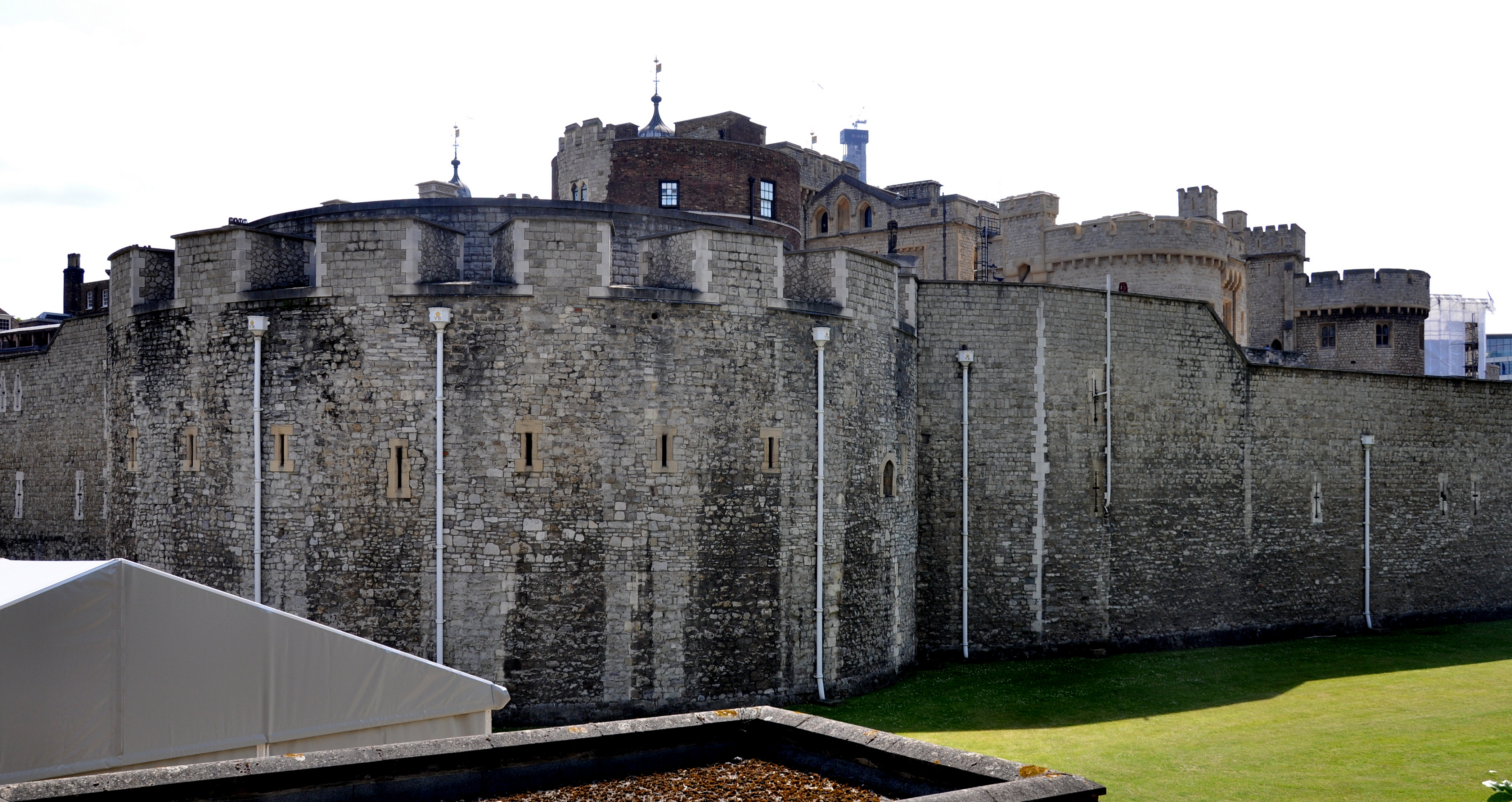
Legge’s Mount (2011)

Spätere Verfüllungen des Grabens lassen die äußere Mauer niedriger erscheinen, als sie ursprünglich war. Vom einst elaborierten Zugang zum Tower vom Westen her sind nur noch Teile erhalten. Vom Lion Tower südwestlich des Wassergrabens sind nur noch Reste des Fundaments und der Brückenanlage erhalten, die im Graben sichtbar sind. Heute verläuft der Zugang zum Tower über das Tor im Middle Tower, dann über eine Brücke über den Graben und schließlich durch das Tor im Byward Tower.
Direkt hinter dem Byward Tower befindet sich der Bell Tower als Rest einer Befestigungsanlage, die den Eingang zum Tower schützte. Von Byward Tower und Bell Tower aus verlaufen zwei Straßen durch den Festungsring. Die öffentlich nicht zugängliche Mint Lane führt nach Norden zur Legge’s Mount. An ihr befinden sich Kasematten und diverse Werkstätten aus dem 18. Jahrhundert.
Der Weg nach Osten, die Water Lane, verläuft parallel zur Themse und führt zum Bloody Tower. Er wird seitlich durch den Wakefield Tower geschützt. Durch diesen gelangen Besucher in den inneren Festungsring. Die innere Mauer von Bell Tower bis Bloody Tower stammt noch aus dem Jahr 1190, wurde aber seitdem durch Backsteinaufbauten erhöht und mit zahlreichen Fenstern durchbrochen. Die wasserseitige Mauer aus dem späten 13. Jahrhundert wurde in den 1330er Jahren erhöht und nach ihrer Verwitterung über die Jahrhunderte in den Jahren 1679 bis 1680 umfassend wiederaufgebaut.
Ein zweiter Zugang zum Fluss besteht durch den Cradle Tower, der östlich des St Thomas’s Tower liegt und ebenfalls aus dem 14. Jahrhundert stammt. Das Tor in diesem Turm ist deutlich kleiner als das Traitors’ Gate. Dieser Turm wurde 1777 in den oberen Bereichen abgetragen, um Platz für eine Geschützbatterie zu machen. Während der neugotischen Restaurierung des Towers unter John Taylor im 19. Jahrhundert erhielt er wieder eine mittelalterlich aussehende Spitze. Das eigentliche Tor stammt noch aus dem 14. Jahrhundert.

### Innerer Ring, Innerster Ring und White Tower

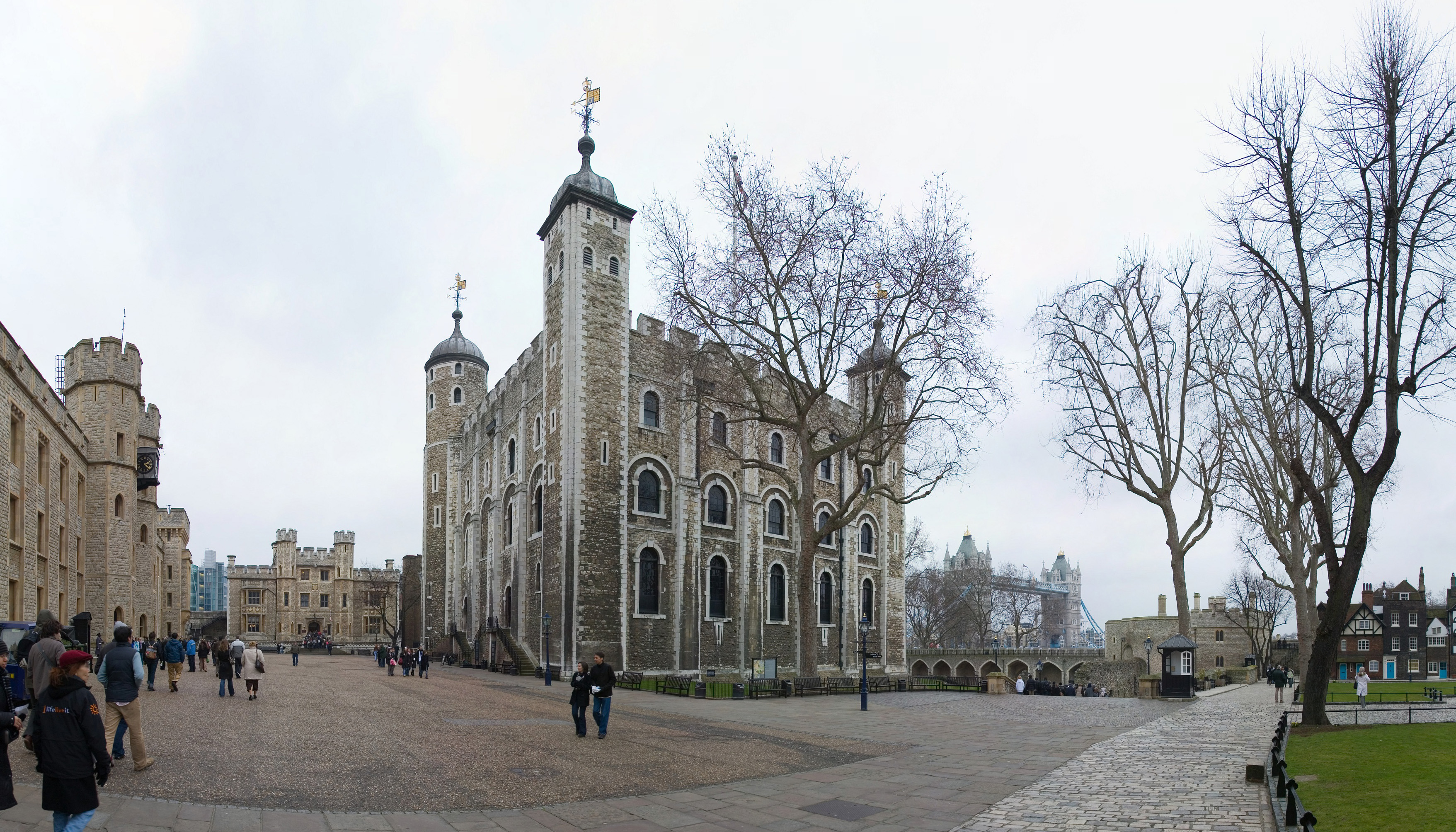
White Tower und nördlicher Teil des inneren Festungsrings mit den Waterloo Barracks

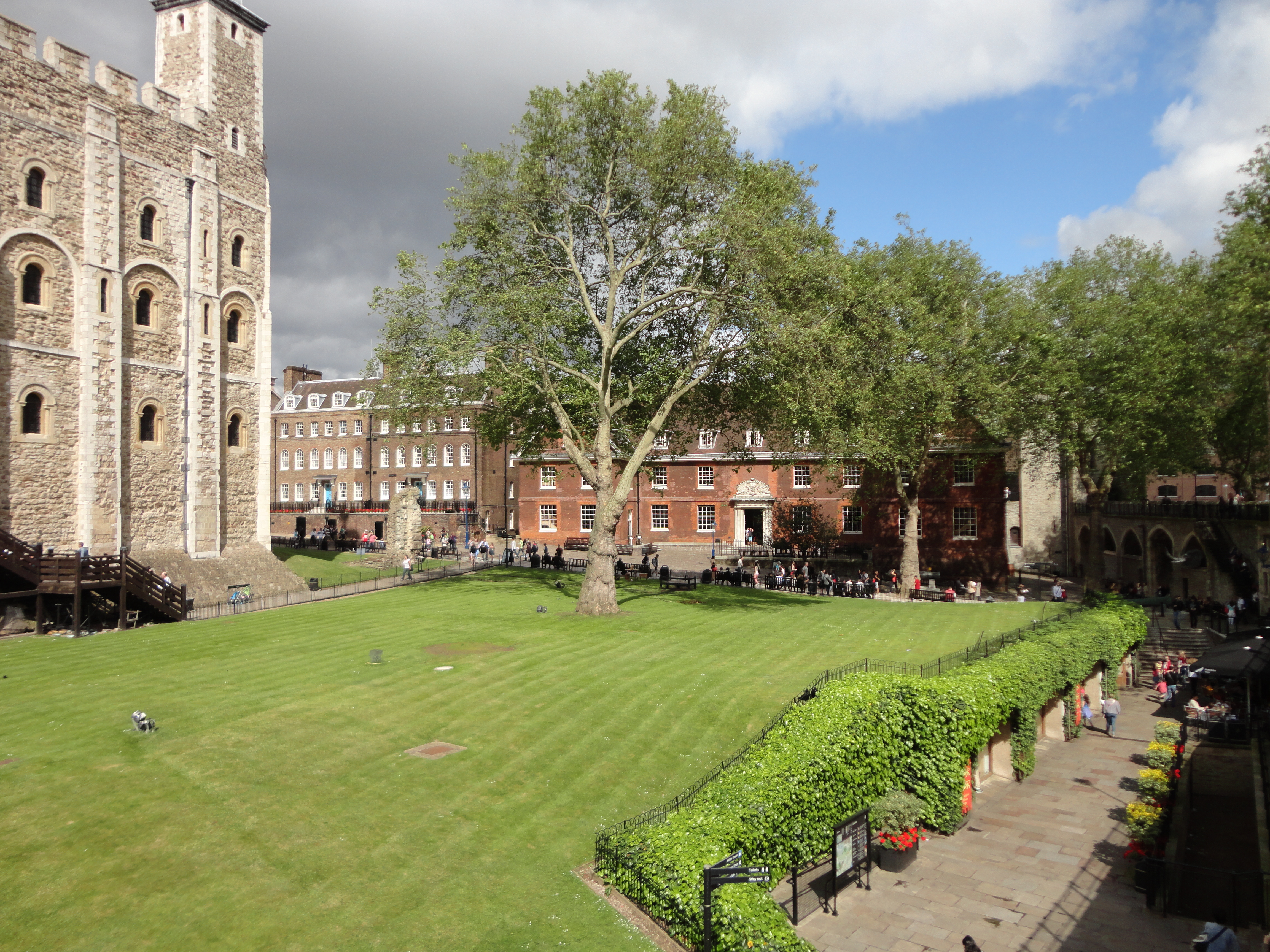
Grünfläche im innersten Festungsring. Im Hintergrund die New Armouries.

Das Tor vom äußeren in den inneren Festungsring verläuft durch den Bloody Tower. Mit dem Bau des äußeren Festungsrings wurde der Bloody Tower diversen Umbauarbeiten unterzogen: Während die unteren Teile aus dem 13. und 14. Jahrhundert stammen, ließ der Konstabler des Towers den Turm im 17. Jahrhundert erhöhen, um den Gefangenen Walter Raleigh aufzunehmen. Die obersten Bauten stammen aus dem 19. Jahrhundert. An der südöstlichen Ecke des inneren Ringes liegt der Salt Tower, vermutlich im Jahr 1238 erbaut. Der Dreiviertel-Zylinder hat noch Reste einer ehemaligen Verbindung zur äußeren Mauer. Die Spitze des Salt Towers stammt aus dem 19. Jahrhundert.
Ein auffallender Turm in der inneren Mauer ist der Beauchamp Tower im Westen, dem die ehemalige Funktion als Tor anzusehen ist. Im Norden stehen kleinere Türme aus verschiedenen Jahrhunderten, die der Öffentlichkeit nicht zugänglich sind. Ähnliche Türme stehen im Osten, über sie verläuft das Mauerwerk. Lanthorn Tower und die Mauer zwischen Bloody Tower und Lanthorn Tower sind komplette Neubauten des 19. Jahrhunderts. Der nackte und gerade Mauerteil westlich des Lanthorn Towers zeigt klar seine Herkunft aus dem industrialisierten 19. Jahrhundert, er erinnert nur wenig an die mittelalterlichen Mauern in anderen Teilen des Towers. In der Nähe dieses Mauerstücks allerdings befinden sich in der Erde Reste der römischen Mauern zur Themse hin, die etwa aus dem 4. Jahrhundert stammen. Diese wurden 1976–1977 archäologisch ergraben und untersucht.
Im Inneren Ring liegen die großen Einzelbauten des Towers. Neben den Waterloo Barracks ist das die Kirche St Peter ad Vincula, die New Armouries, das ehemalige Krankenhaus, das ehemalige Offiziersgebäude zu den Waterloo Barracks, das mit der inneren Mauer verwachsene Queen’s House, ein ehemaliges Maschinenhaus und weitere Wohngebäude.
Der Innerste Ring ist heute auf den ersten Blick kaum mehr erkennbar. Die meisten der Mauern, die diesen begrenzten, wurden in den letzten Jahrhunderten abgerissen oder sind nur noch in Fragmenten vorhanden. Die Mauer im Westen des Innersten Festungsrings stammte aus dem 11. Jahrhundert. Im Osten bildete die ehemalige römische Stadtmauer die Grenze, im Norden begrenzte der White Tower das Gebiet. Ursprünglich befand sich hier der geschützte Bereich für die königlichen Räume innerhalb des inneren Rings.
An älteren Festungsanlagen sind noch Reste des Wardrobe Towers aus dem 12. Jahrhundert sowie das Fundament des Coldharbour Gates aus dem 13. Jahrhundert erhalten.
In der Mitte des Geländes steht der als White Tower bezeichnete Keep. Auf einer fast quadratischen Grundfläche von etwa 30 mal 30 Metern ragt der Turm über fast 30 Meter in die Höhe. In der südöstlichen Ecke hat er einen halbkreisförmigen Vorsprung, in dem die Kapelle liegt. Der White Tower ist im Norman Style gehalten. Er besteht aus Kalkstein, der in Kent gewonnen wurde, und Mergelstein aus der näheren Umgebung, auch enthalten sind wiederverwertete Steine römischer Befestigungsanlagen. Die Fassade wurde beim Bau mit Steinen aus Caen geschmückt, in der Frühen Neuzeit wurde dieser fast durchgehend durch Portland Stone ersetzt. Die Wände sind im unteren Teil des Turms 4,6 Meter dick, im oberen immer noch 3,4 Meter. Der White Tower prägte den Namen der Festung bereits seit dem Mittelalter. Obwohl die Festung aus zahlreichen Mauern, Türmen, Toren, Häusern, Kasernen und Gräben besteht, wurde sie in England fast über die gesamte Zeit ihrer Existenz als Tower (dt. Turm) bezeichnet, da der White Tower das optisch prägende Bauwerk war.

## Nutzungsgeschichte
Das Umfeld des Towers wurde über viele Jahrhunderte durch den Konflikt zwischen Krone und Stadt geprägt, der sich aus der Stellung des Towers als Festung gegen London ergab. Bis in das späte 19. Jahrhundert hinein war der Tower von der Stadt administrativ getrennt, hatte eigene Steuern, Polizei, Gerichtsbarkeit und Gefängnis. Seit 1686 umfassten die Tower Liberties nicht nur Tower und Tower Hill, sondern auch drei weitere Flächen im Stadtgebiet. Seit dem frühen 19. Jahrhundert schränkten diverse Polizeigesetze die Rechte der Liberties ein und übertrugen die Befugnisse an die Stadt London. Ab 1855 gehörten Tower und Liberties zum Whitechapel District, seit 1900 zum Metropolitan Borough of Stepney, seit 1965 zum London Borough of Tower Hamlets.

### Residenz (1078 bis 1533)

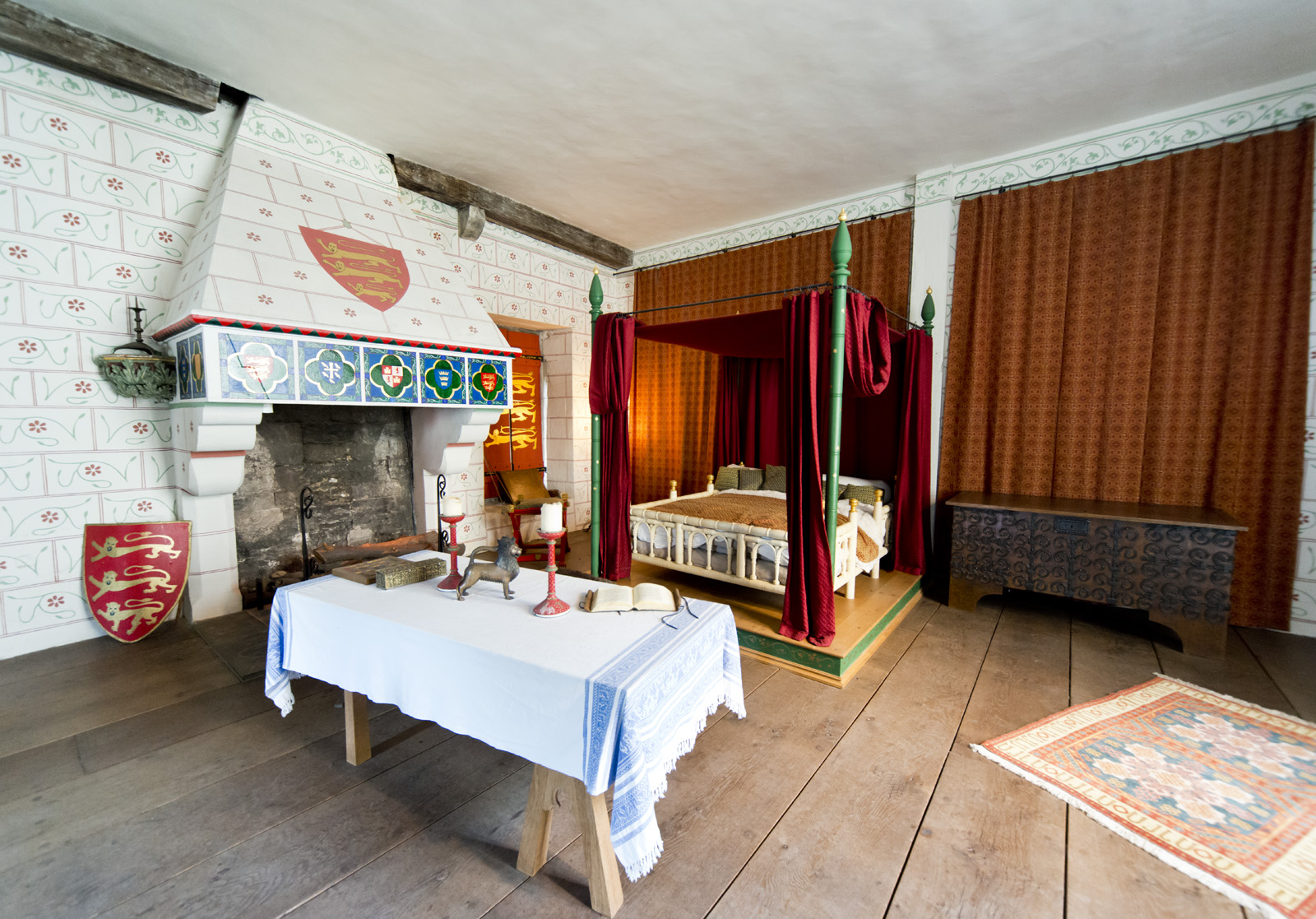
Im 21. Jahrhundert angefertigte Rekonstruktion der königlichen Gemächer im St Thomas’s Tower

Ursprünglich diente der zuerst fertiggestellte White Tower als Wohnung der englischen Könige im Tower. Aber bereits 1171/1172 lassen sich schriftliche Zeugnisse für andere Wohnräume auf dem Festungsgelände finden. Diese machen keine Aussage über Art und Größe der Gebäude. In der Regierungszeit von Heinrich III. ab 1216 begann endgültig die Verlagerung der Wohnräume des Königs auf das Festungsgelände außerhalb des White Towers.
Bereits Heinrich III., der maßgeblich für die heutige Gestalt der Festung verantwortlich ist, war nur noch elfmal im Tower, und hielt sich insgesamt 32 Wochen dort auf. Sieben der elf Besuche fanden im Jahr 1261 statt, als politische Krisen ihn mehrfach veranlassten, im Tower Zuflucht zu suchen. Der andere große Tower-Baumeister, Eduard I. kam ähnlich selten. Er hielt sich nur insgesamt sechsmal im Tower auf. Wie Heinrich vor ihm bevorzugte er das weitläufigere Westminster und hielt sich vor allem im Tower auf, wenn er ein Zeichen der Machtausübung setzen wollte. Andere Könige, wie Johann Ohneland nutzten den Tower wesentlich öfter als Wohnraum, auch wenn sie wenig zu dessen Ausbau beitrugen.
Eduard I. begründete die Tradition, dass der König die Nacht vor seiner Krönung im Tower verbrachte. Diese Tradition hielten die englischen Monarchen 300 Jahre lang aufrecht. Während der an Krisen reichen Herrschaft von Eduard II. nutzte dieser den Tower wiederholt als Zufluchtsort. Sein Sohn Eduard III. hielt dies jedoch nicht mehr für nötig und in den folgenden Jahrhunderten wurde er kaum mehr als königliche Wohnung genutzt.
Die Form und Gestalt des Towers verhinderte Um- oder Anbauten, die in den folgenden Jahrhunderten den steigenden königlichen Ansprüchen an Wohnraum hätten gerecht werden können. Um den Tower den Moden der Zeit anzupassen, hätten größere Teile des Gebäudes abgerissen werden müssen. Es erwies sich als deutlich einfacher, andere Paläste an anderer Stelle zu bauen. Der letzte englische König, der freiwillig im Tower of London übernachtete, war Heinrich VIII., als er sich hier anlässlich der Krönung seiner Frau Anne Boleyn aufhielt. Er wohnte in der letzten im Tower errichteten Wohnung, die sein Vater Heinrich VII. hatte bauen lassen. Alle nachfolgenden Könige und Königinnen, die sich hier aufhielten, taten dies nicht mehr freiwillig. Anne Boleyn fand sich wenig später ebenso unfreiwillig im Tower wieder wie die spätere Elisabeth I. Lady Jane Grey wartete hier nach nur neun Tagen Regierungszeit auf ihre Hinrichtung.

### Militärische Anlage (seit 1078)

#### Festung und Kaserne (seit 1078)

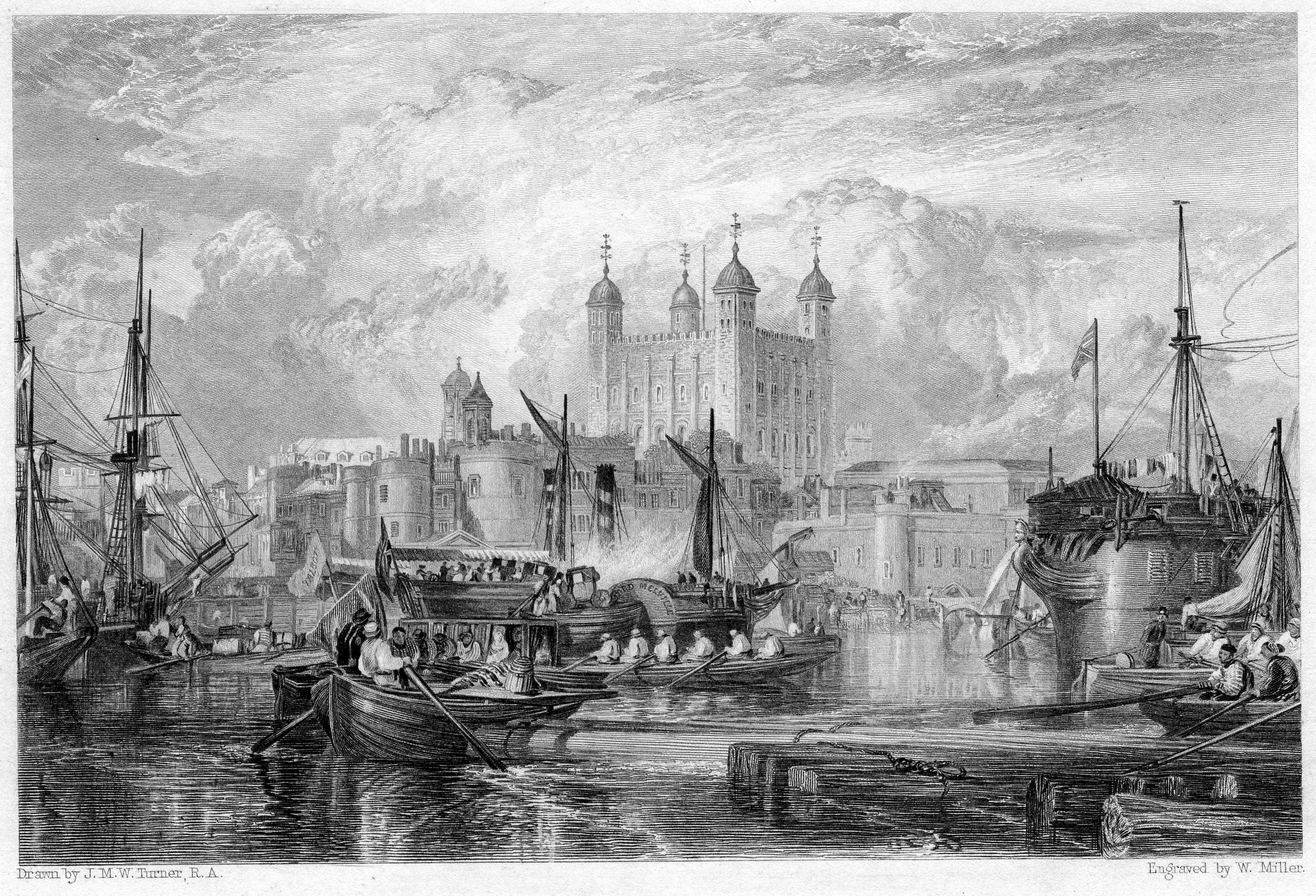
Kupferstich nach William Turner, mit einem Tower, der die Stadt überragt

Der Tower of London vom Tower Hill aus um 1910

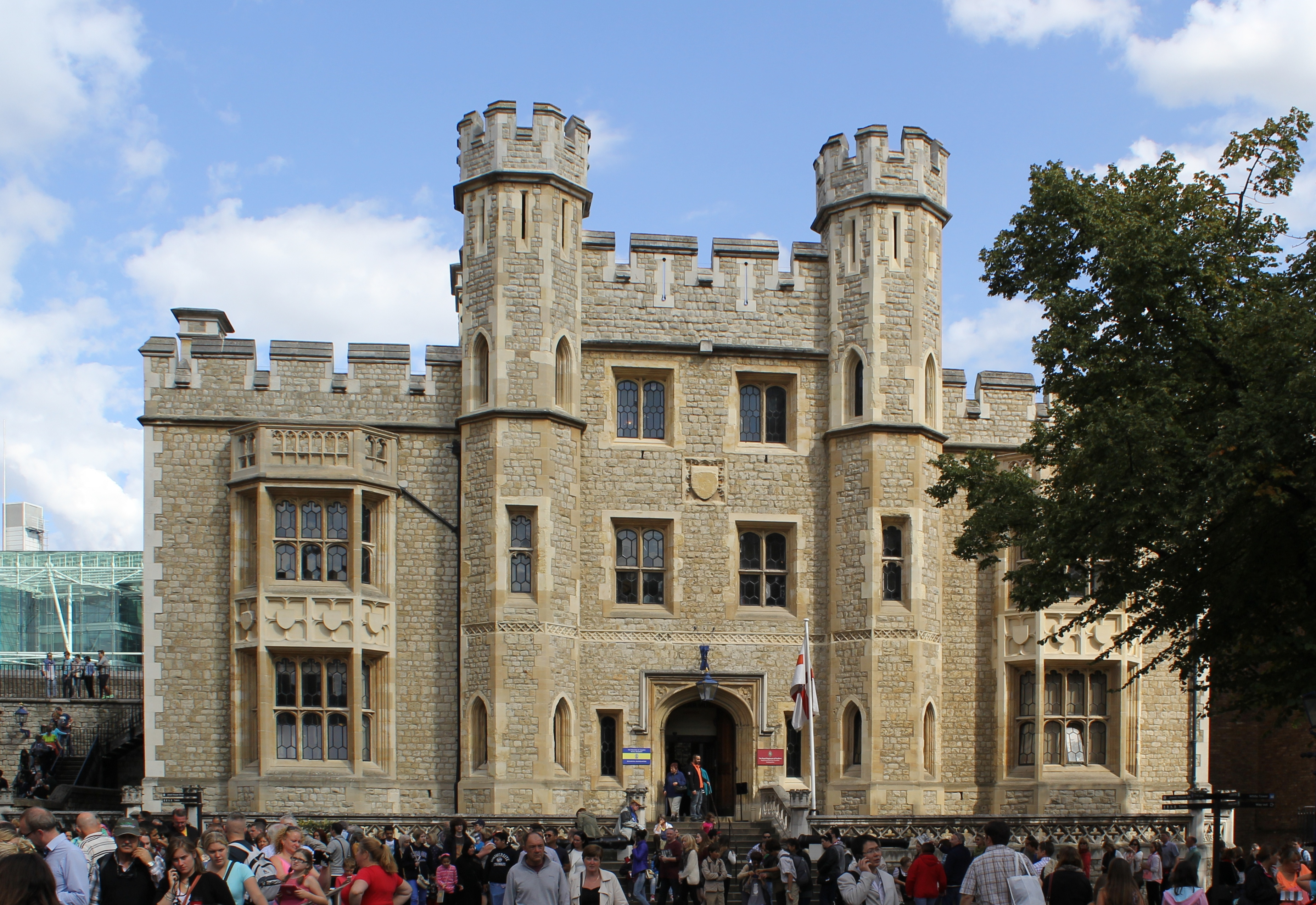
Eingang zum Regimentsmuseum des Royal Regiments of Fusiliers

Der Tower diente als Festung, die dazu gedacht war, London zu beschützen und zu kontrollieren. Die zentrale Lage an der Themse erlaubte es, Angreifer auf London abzuwehren. Es war aber auch ein sicherer Rückzugsort, von dem aus die Truppen des Königs London und dessen potentiell unruhige Bevölkerung kontrollieren konnten. Der Tower war selten Objekt einer Belagerung. Während der Rosenkriege belagerten 1460 Verbündete von Richard Plantagenet, 3. Duke of York den Tower und beschädigten seine Außenmauern mit Artillerie. Es gelang ihnen aber nicht, die Festung einzunehmen.
Bei den Gelegenheiten, zu denen es Angreifern gelang, in das Innere der Festung zu gelangen, lag dies an der Passivität der Festungsbesatzung. Während des Bauernaufstands von 1381 mit Wat Tyler gelang es Rebellen ohne Gegenwehr 1381 in den Tower einzudringen. Eine Menschenmenge von etwa 20.000 Leuten hatte bereits in der Nähe des Towers übernachtet und gedroht, die Festung zu stürmen, sollten ihre Forderungen nicht erfüllt werden. Richard II., der im Tower war, beschloss zum Schein auf Forderungen einzugehen und schlug dafür Verhandlungen in Mile End vor. Als sich die Tore öffneten, um den König und seine Entourage herauszulassen, stürmten etwa 400 Menschen mit Wat Tyler, Jack Straw und John Ball in die Festung. Sie suchten und fanden Simon Sudbury, den Erzbischof von Canterbury, den Schatzkanzler Robert Hales und seine Begleitung. Es gelang den Rebellen, sie aus dem Tower zu holen und auf dem Tower Hill zu köpfen. Die Angreifer plünderten bei dieser Gelegenheit die königliche Waffenkammer. Sie zerstörten Archivmaterialien und offizielle Dokumente, die im Tower aufbewahrt wurden. Da die überlieferten Dokumente kurz danach die Auswechslung des beschädigten Schlosses an der Schatzkammer aufzeichnen, ist davon auszugehen, dass die Aufständischen auch in die Schatzkammer eindrangen.
Kurz nachdem das englische Königreich nach dem englischen Bürgerkrieg 1661 sein erstes stehendes Heer eingeführt hatte, begann es, dauerhaft Truppen im Tower zu stationieren. Aus dem Jahr 1661 sind 300 Soldaten im Tower überliefert, die dort dauerhaft stationiert waren, die später aber nicht mehr in den Quellen auftauchen. Größtenteils waren Truppen nur zeitweise im Tower stationiert und hatten Hauptquartier und Kasernen woanders. Der Aufstand durch James Scott, 1. Duke of Monmouth provozierte neue Truppenaushebungen, durch die auch 1685 das 7th Foot The Royal Regiment of Fusiliers entstand. Dieses hatte seinen Sitz im Tower und ursprünglich die Aufgabe, die Geschütze im Tower zu bewachen. Durch die Jahrhunderte veränderte es mehrfach seine Struktur und ging 1968 im Royal Regiment of Fusiliers auf. Dieses hat sein Hauptquartier und Regimentsmuseum weiterhin im Tower.
Im frühen 19. Jahrhundert wurden die Truppen im Tower verstärkt. Die französische Armee unter Napoleon Bonaparte bedrohte die englische Monarchie vom Festland her. Die British Army forderte in ihrem Dauerkonflikt um Platz im Tower mit Board of Ordnance, Royal Mint und Archiv endlich entscheidende Änderungen und forderte im Jahr 1811 insgesamt 929 im Tower stationierte Soldaten, die im Notfall auf 1.700 Mann aufgestockt werden konnten. Dafür hätte das Board of Ordnance mehrere Gebäude räumen und alle Stallungen in die Hand der Army geben müssen. Die Unterbringung der Soldaten wäre im Standard schlechter gewesen als in den regulären Kasernen. Dem Platzmangel für die Armee half erst der Bau der Waterloo Barracks Mitte des 19. Jahrhunderts ab. Hier waren bis 1947 mehrere Hundert Soldaten stationiert.
Obwohl der Tower bereits seit Jahrhunderten nicht mehr angegriffen worden war, provozierte der Bau der Tower Bridge im Jahr 1893 wütende Reaktionen der Armee, die um die Verteidigungsfähigkeit des Towers fürchtete. Die Krise ließ sich erst beilegen, nachdem der Armee das Recht eingeräumt worden war, im Rahmen ihrer Pflichterfüllung die Tower Bridge besetzen zu dürfen. Bis in das 20. Jahrhundert hinein diente der Tower vor allem zum Zwecke der Aufstandsbekämpfung. Eine ständige Garnison entstand im Tower in der Zeit des Commonwealth of England, als der damalige Gouverneur des Towers sechs bis acht Kompanien im Tower stationierte. Diese Soldaten rückten in den folgenden Jahrhunderten regelmäßig aus, wenn es zu Demonstrationen oder anderen aufstandsartigen Situationen in London kam. Unter der konfliktbeladenen Herrschaft von Jakob II. ließ der König Mörser auf den beiden Bastionen im Norden des Towers stationieren, deren offensichtliches Schussfeld die Londoner City gewesen wäre. Während die Chartisten im 19. Jahrhundert entgegen den Erwartungen des Konstablers den Tower nicht stürmten, rückte die dort ansässige Garnison noch einmal zu Beginn des 20. Jahrhunderts aus. Mitglieder der Tower-Garnison nahmen an der Belagerung der Sidney Street im Londoner Stadtteil Stepney teil.

#### Arsenal, Waffenlager und Waffenwerkstatt (1078 bis 2000)

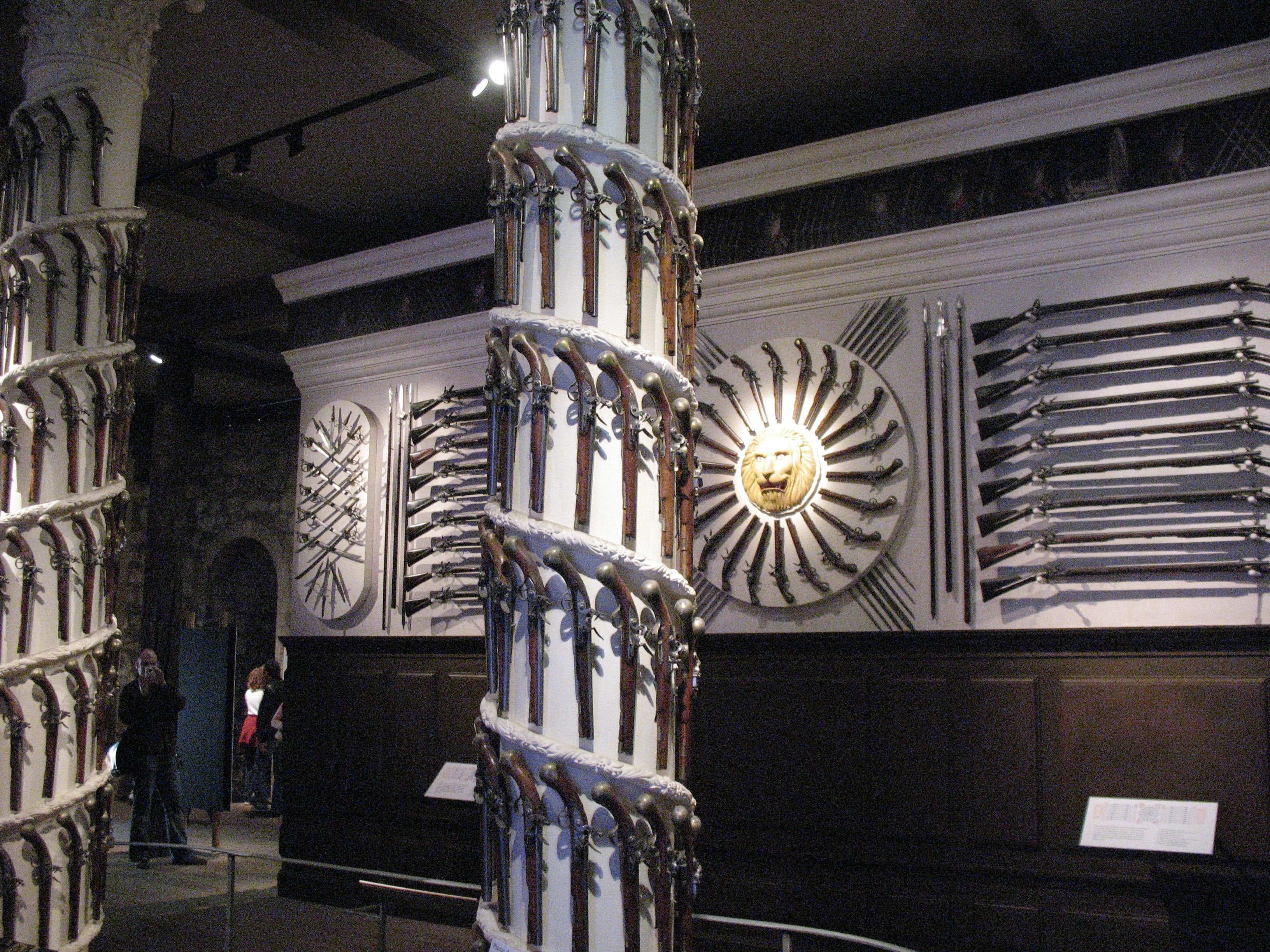
Waffen des Board of Ordnance, ausgestellt im Tower

Vom späten Mittelalter bis in das 20. Jahrhundert hinein diente der Tower als Arsenal und Lager für Rüstungen und andere Waffen. Es entwickelte sich aus dem Wardrobe des Königs – dem Teil des königlichen Haushalts, der für seine persönlichen Besitztümer inklusive der Waffen zuständig war. Dieser saß seit den Zeiten der normannischen Könige im Tower. Im Laufe der Jahrhunderte entwickelte sich aus dem Wardrobe das Board of Ordnance, das für die gesamten Waffen und die Ausrüstung der englischen Streitkräfte zuständig war. Es hatte bis zu seiner Auflösung 1855 sein Hauptquartier im Tower of London.
Im Hundertjährigen Krieg wurden Vorräte aus ganz England im Tower gesammelt und von dort an die kämpfenden Truppen verteilt. Der überragende Erfolg der englischen Langbogenschützen in den Schlachten des Krieges lag unter anderem an den Vorräten an Pfeilen und Bogensehnen, die im Tower gelagert wurden und über die Themse schnell verfügbar waren.
Von den verschiedenen Nutzern des Towers beanspruchte das königliche Waffenlager bis in die Mitte des 19. Jahrhunderts hinein den meisten Platz. In den Auseinandersetzungen des 16. und 17. Jahrhunderts war der Tower das wichtigste Waffen- und Munitionslager des Königs. Erst mit dem Aufstieg Großbritanniens zur Weltmacht begann sich diese Rolle des Towers zu ändern. Waren die Mittel- und Lagerräume des Towers ausreichend, um das wichtigste Lager eines Bürgerkriegs zu sein, so reichten sie keineswegs aus, um eine weltweit agierende imperiale Flotte auszurüsten. Die Umrüstung auf Feuerwaffen und Explosivstoffe machte die Lage des Towers zum Problem: Bürgermeister und Rat Londons beschwerten sich mehrmals beim König darüber, dass größere Mengen Sprengstoff direkt am Rande der City of London gelagert wurden. Während das königliche Waffenlager weiterhin die dominierende Rolle im Tower spielte, begann die Rolle der Festung gegenüber anderen großen Lagern und Waffenfabriken zu schwinden. In den folgenden Jahrhunderten diente der Tower weiterhin als Waffenlager und -fabrik, oft jedoch für Gegenstände und Waffen, für die gerade keine langfristige Lagermöglichkeit existierte und die deswegen im einfach verfügbaren Tower untergebracht wurden.
Die Nutzung als provisorisches Waffenlager zog sich bis in das 20. Jahrhundert. Im Zweiten Weltkrieg diente der Tower vor allem dazu, Lehrgänge abzuhalten und Offiziere zu trainieren. Noch 1914 allerdings ließ das britische Kriegsministerium die Erdverfüllung in der Brass-Mount-Bastion entfernen, um dort 41.000 Gewehre lagern zu können. Die Brass Mount diente insgesamt bis in die 1990er hinein als Waffenlager.

#### Kartenwerkstatt (1683 bis 1841)

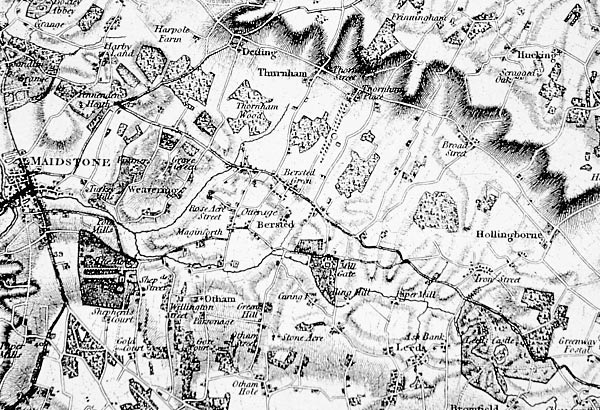
Ausschnitt der Ordnance-Survey-Karte von Kent

Der Drawing Room im Tower existierte vermutlich seit 1683 als Lagerraum für Karten. Als eigene Kartenwerkstatt, die Army und Navy mit neuen militärischen Karten versorgte, existierte der Drawing Room im Tower seit 1717 mit den beiden Kartenzeichnern George Michelson und Thomas James. Während Michelson Karten zeichnete, war James vor allem damit beschäftigt, maßstabsgetreue Modelle gegnerischer Festungen zu erstellen. Nach Michselsons Tod 1740 wechselte das Amt des Modellmachers in das Royal Arsenal in Woolwich und der Tower konzentrierte sich auf das Kartenzeichnen.
1733 zog die Werkstatt in größere Räume im White Tower um, da vermutlich die Zahl der Mitarbeiter angestiegen war. 1752 führte der britische Generalleutnant für die bis dahin eher informell geführte Werkstatt einen Organisationsplan für 15 Mitarbeiter mit klar geregelten Hierarchien, Arbeitszeiten und Bezügen ein. In den diversen kriegerischen Auseinandersetzungen, in die die Krone im 18. Jahrhundert verwickelt war, sank die Zahl der Mitarbeiter nur selten unter 30.
Ab 1790 reisten zahlreiche Zeichner durch das Land, um bis 1801 den Survey of Kent fertigzustellen. Endgültig den Tower verließen die Kartenzeichner im Jahr 1841, als sie nach Southampton zogen.
Für eine kurze Zeit im 17. Jahrhundert konnte John Flamsteed sein Teleskop in der nordöstlichen Tourelle des White Towers aufbauen, der damit das erste Royal Observatory beherbergte.

### Gefängnis und Hinrichtungsort

#### Gefängnis (1101 bis 1941)

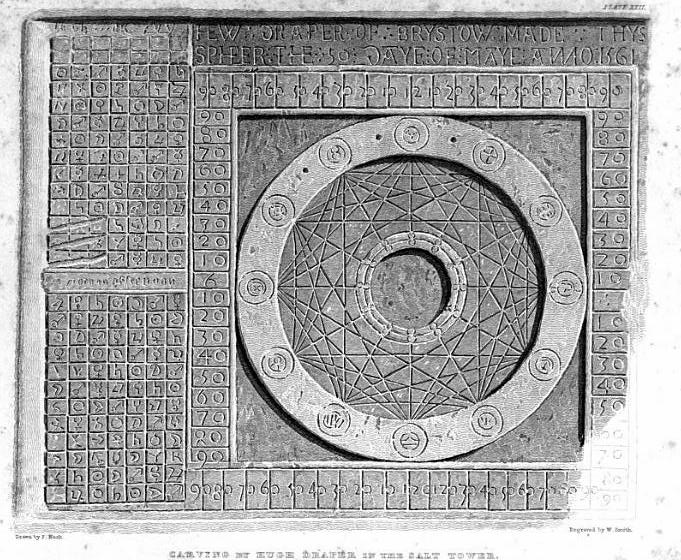
Gefangene gravierten mehrere hundert Wandgraffiti in ihre Zellenwände. Eines der auffallendsten ist die astrologische Karte von Hugh Draper von 1561.

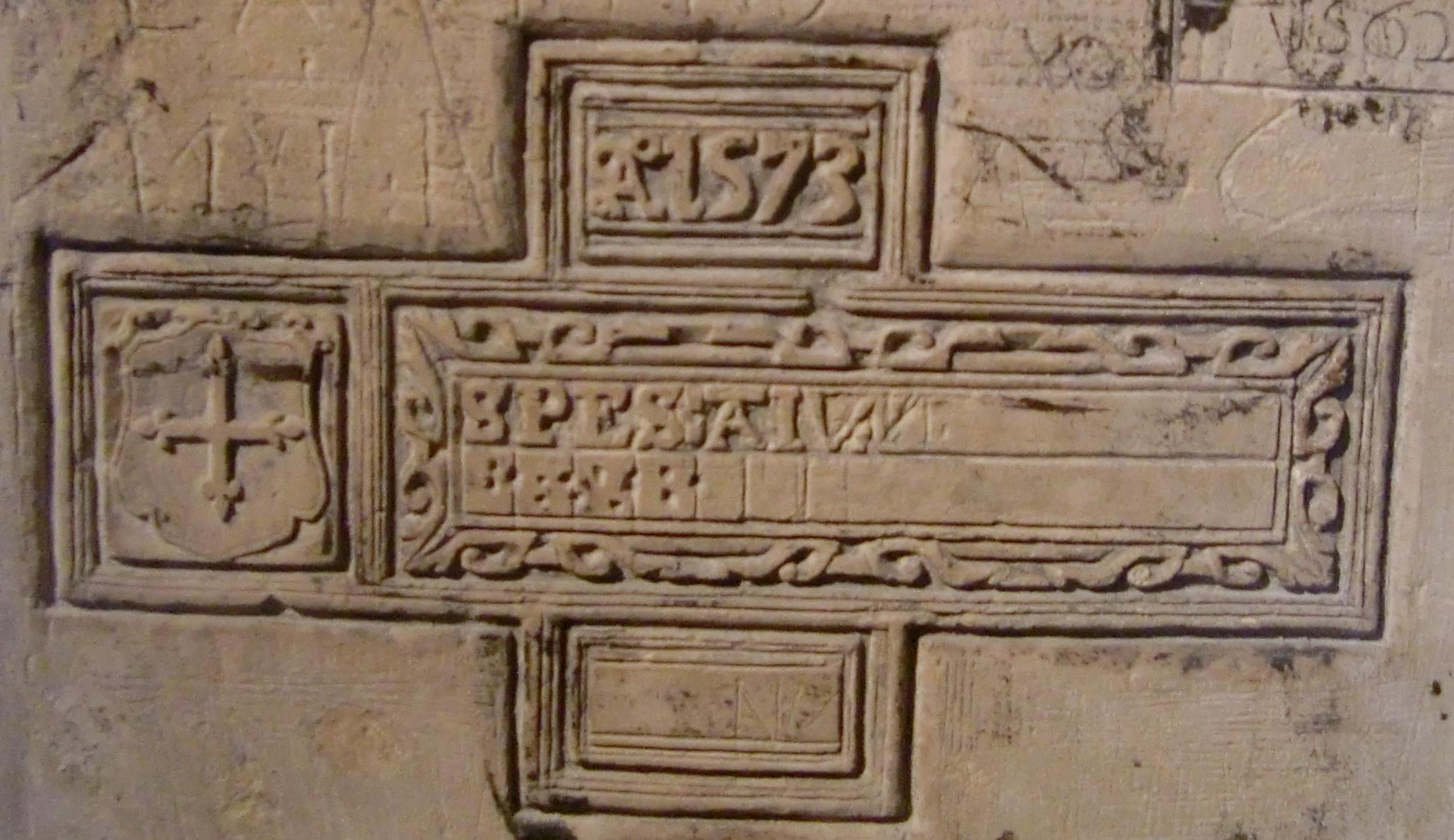
Aufwändiges Wandgraffito. Das Wappen der Bannister.

Der Tower diente von 1101 bis 1941 als Gefängnis. Bis in das 14. Jahrhundert hinein diente der Tower dabei als gewöhnliches Kriminalgefängnis für London und umliegende Regionen. Die direkte Verbindung zu den englischen Königen, die Lage am Wasser, die starken Festungsmauern gegenüber der möglicherweise aufständischen Londoner Bevölkerung und die Sicherung durch militärische Truppen erwiesen sich als Vorteile für die inhaftierenden Könige. Vermutlich bestand zu dieser Zeit ein eigener Gefängnisbau auf dem Festungsgelände, der später abgerissen wurde. Das 1188 neu gebaute Newgate-Gefängnis ersetzte den Tower langsam in dieser Rolle. Dazu trug vermutlich auch ein Gefangenenausbruch bei, bei dem bewaffnete Gefangene zur benachbarten Kirche All Hallows-by-the-Tower laufen konnten, die Kirchglocken läuteten, und eine aufgebrachte Menge Teile aus Toren und Wänden der Festung herausbrach.
Nach dem 13. Jahrhundert war die Rolle des Towers als reguläres Gefängnis zu Ende. Danach diente er vor allem dazu, um höhergestellte Gefangene festzuhalten, die einerseits sicher verwahrt waren, andererseits standesgemäß untergebracht wurden. Im täglichen Leben des Towers, und bei den Anforderungen an die Bauten, stellte die Gefängnisfunktion eine Nebensächlichkeit dar, die kaum Ressourcen band. Im Tower befanden sich diverse englische Könige oder Ex-Könige wie Richard II., Heinrich VI., Eduard V. – einer der beiden Prinzen im Tower – sowie die „Neuntagekönigin“ Jane Grey. Im Tower ließ Heinrich VIII. zwei seiner Frauen, Anne Boleyn und Catherine Howard, hinrichten. Hinzu kamen hochgestellte Kriegsgefangene, die oft gegen Lösegeld freigekauft wurden: Die schottischen Könige John Balliol, David II. und Jakob I. wurden im Tower festgehalten, ebenso wie der französische König Johann II.
Darüber hinaus diente der Tower immer wieder dazu, Kriegsgefangene festzuhalten, bis die Krone diese auf andere Gefängnisse verteilte. Das begann mit hunderten Franzosen, die im Hundertjährigen Krieg gefangen saßen, und endete erst mit dem Zweiten Weltkrieg, als deutsche Spione und aufgebrachte U-Boot-Besatzungen durch den Tower geschleust wurden. Einer der letzten Gefangenen war Rudolf Heß, der bis zum 20. Mai 1941 im Tower inhaftiert war.
Durch die jahrhundertelange Nutzung als Gefängnis finden sich in den Gebäuden des Towers etwa 300 Schnitzereien, Graffiti und andere Hinterlassenschaften der Gefangenen. Die meisten dieser Inschriften beschränken sich auf den Namen und die Initialen der Gefangenen – teilweise ergänzt um ein Datum –, oft aber finden sich ausführlichere und elaboriertere Werke an den Wänden. So finden sich Graffiti, die den Namen des Gefangenen grafisch darstellen, wie von Thomas Abbell, der seinen Namen als A in einer Glocke (englisch bell) zeichnete.
Die nächsthäufige Gruppe sind Sinnsprüche oder kleine Weisheiten. Diese finden sich insbesondere bei Gefangenen, die im Rahmen der religiösen Auseinandersetzungen des 16. und 17. Jahrhunderts im Tower landeten. Diese referenzieren oft Bibelstellen oder andere bekannte Weisheiten des Christentums.
Die kunstvollste und aufwendigste Arbeit im Tower wurde im 16. Jahrhundert vom katholischen Geistlichen Hugh Draper geschaffen. Dieser arbeitete eine astronomische Uhr in eine der Wände des Towers, die bis heute erhalten ist.

#### Hinrichtungsstätte (1483 bis 1941)
Im Allgemeinen wurden die Gefangenen, die im Tower auf ihre Hinrichtung warteten, vor den Toren der Festung auf dem Tower Hill hingerichtet. Im Tower fanden in den Jahren 1483 bis 1603 insgesamt sieben Hinrichtungen statt. Erstes Opfer war William Hastings, 1. Baron Hastings, der zwischen Richard, Duke of Gloucester und dem englischen Thron stand. Hastings wurde bei einem Treffen im White Tower überraschend des Hochverrats bezichtigt, auf das Tower Green gezerrt, und dort nach wenigen Minuten hingerichtet. Wenige Wochen später war Richard König. Heinrich VIII. nutzte den Tower, um seine Ex-Frauen und ihre Vertrauten abseits der großen Öffentlichkeit in Privatheit hinrichten zu lassen. Heinrichs Tochter Maria I. ließ ihre Thronkonkurrentin Jane Grey auf dem Tower Green enthaupten, Heinrichs andere Tochter Elisabeth ihren ehemaligen Favoriten Robert Devereux, 2. Earl of Essex.

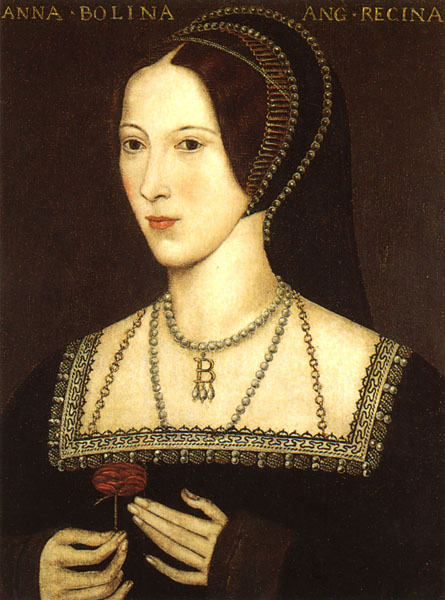
Anne Boleyn † 19. Mai 1536
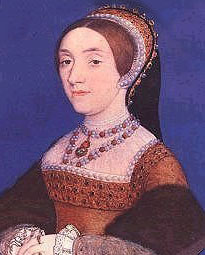
Catherine Howard † 13. Februar 1542
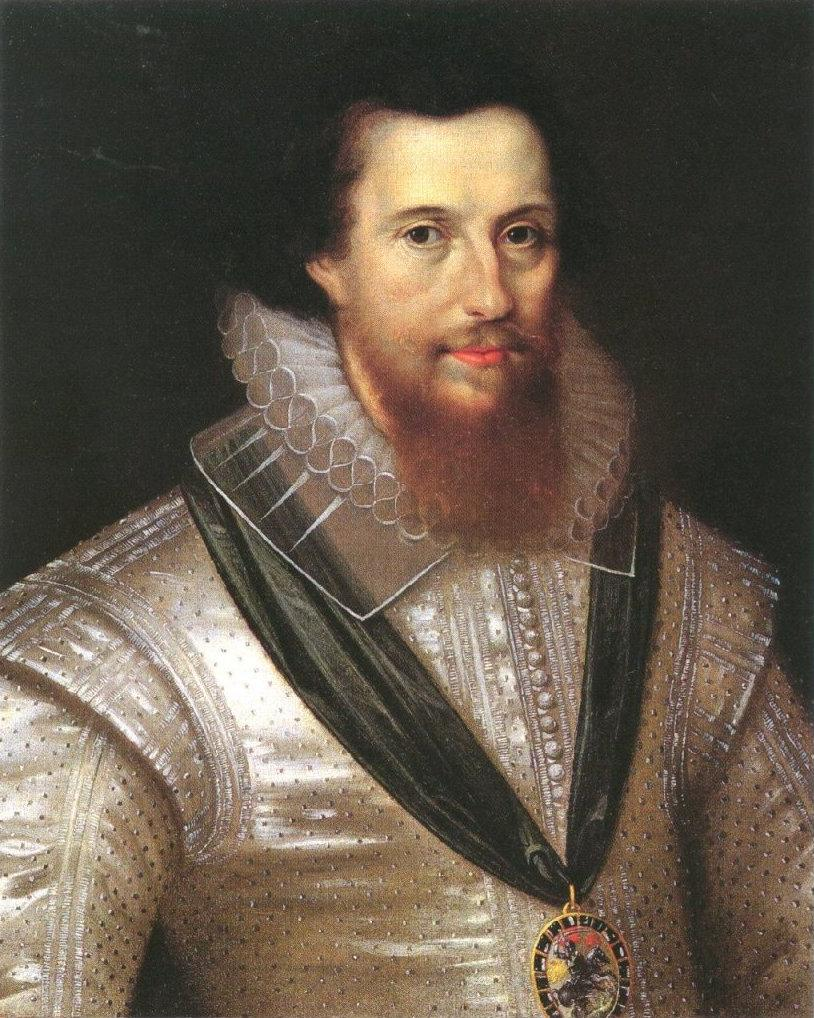
Robert Devereux † 25. Februar 1601

Zur größten öffentlichen Hinrichtung auf dem Gelände des Towers kam es 1743. Insgesamt 107 Soldaten aus dem schottischen 43rd Regiment of Foot (Black Watch) waren wegen Meuterei angeklagt und wurden von einem Gericht aus Offizieren zum Tode verurteilt. Von diesen wurden 104 begnadigt und ins Mittelmeergebiet oder nach Amerika geschickt. Drei, Samuel Macpherson, Malcolm Macpherson und Farquhar Shaw, wurden unter den Augen ihrer Kameraden am 19. Juli vor der Kirche St. Peter ad Vincula erschossen. Die Schützen stammten aus dem gerade diensthabenden Wachregiment, das zufällig aus den Scots Guards bestand.
Nachdem bereits 150 Jahre keine weiteren Hinrichtungen mehr im Tower oder auf dem Tower Hill stattgefunden hatten, sorgten Erster und Zweiter Weltkrieg für ein kurzes Wiederaufleben von Exekutionen auf dem Tower-Gelände. Zwischen 1914 und 1916 wurden elf deutsche Spione erschossen. 1941 kam der wiederum von den Scots Guards hingerichtete Josef Jakobs hinzu, ebenfalls ein deutscher Spion und das letzte Todesopfer im Tower. Alle Spione wurden weit weniger zeremoniell umgebracht als die Opfer des 15. bis 17. Jahrhunderts. Die Erschießungen fanden in einem Schießstand zwischen Martin Tower und Constable Tower statt. Dieser wurde 1969 entfernt.

### Ausstellungsgebäude

#### Menagerie (1235 bis 1835)

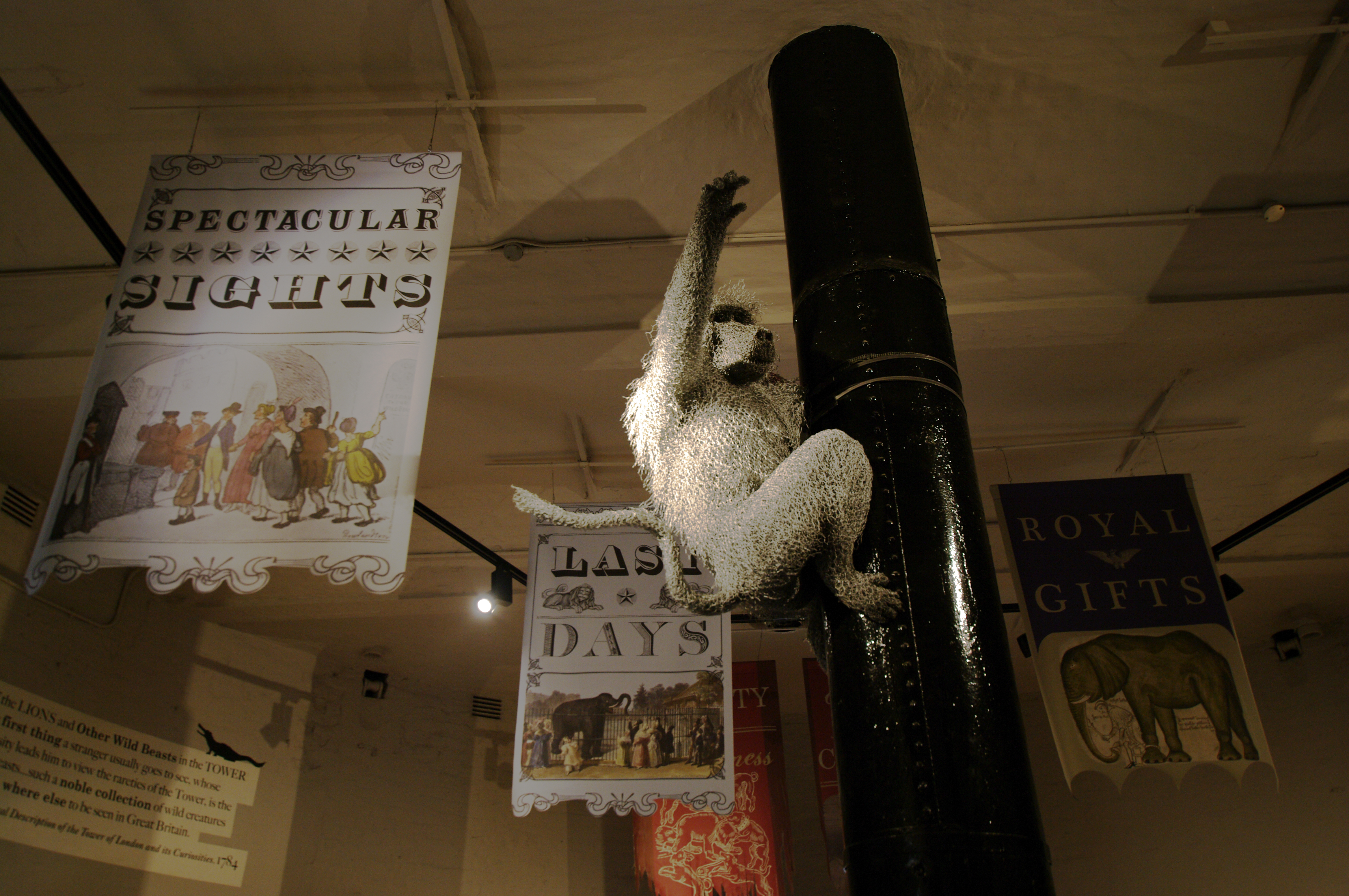
Ausstellung zur Menagerie im Tower (2012)

Vom Jahre 1235 bis zum Oktober 1835 beherbergte der Tower of London eine Menagerie von Wildtieren. Dabei handelte es sich überwiegend um Großkatzen und Bären; zu den dort gehaltenen Tieren zählten aber auch beispielsweise Elefanten, Affen, Nashörner und Adler.
Die Tradition der Tierhaltung im Tower geht auf Heinrich III. zurück, der anlässlich der Verheiratung seiner Schwester Isabella mit Kaiser Friedrich II. von seinem Schwager drei Löwen zum Geschenk erhielt. Die drei Großkatzen, die im von Henry III. gerade erweiterten Tower untergebracht wurden, überlebten nicht lange. 1252 beherbergte der Tower einen Bären von heller Fellfarbe, diesmal ein Geschenk des norwegischen Königs an Henry III. Die Nachfolger von Henry III. setzten die Tradition der Tierhaltung im Tower fort. Traditioneller Bestandteil der Menagerie waren Löwen.
Ab 1420 konnten die Tiere der Menagerie im Tower gegen Zahlung eines Eintrittsgeldes besichtigt werden. Das zunehmende Interesse an Naturwissenschaften ab dem 18. Jahrhundert wirkte sich auf die Tierhaltung aus: Die Käfige wurden in der zweiten Hälfte des 18. Jahrhunderts modernisiert. Sie konnten jetzt beheizt werden.
Gegen Ende des 18. Jahrhunderts ging das Interesse des Publikums an den Tieren in der Towermenagerie allmählich zurück. Die Anzahl der in der Menagerie gehaltenen Tiere und Tierarten nahm stetig ab, bis die Krone 1822 als ersten erfahrenen Tierwärter Alfred Cops einstellte. Er fand nur noch einen Elefanten, einige wenige Vögel sowie den ersten in Großbritannien gezeigten Grizzly als Bestandteil der königlichen Menagerie vor. Mit Unterstützung Georg IV. begann er die Menagerie umzubauen und um eine große Anzahl neuer Tierarten zu erweitern. 1829 waren neben den obligatorischen Löwen, Tiger und Bären unter anderem ein Ozelot, Gepard, Karakal, verschiedene Hyänen, Zebras, Lamas, Papageien, eine Anakonda und Klapperschlangen zu sehen. Die erneute Blüte der Towermenagerie währte jedoch nur sehr kurz. Nachdem der London Zoo eröffnet worden war, wurden die Tiere dem Zoo übereignet.

#### Touristenziel (seit dem 16. Jahrhundert)

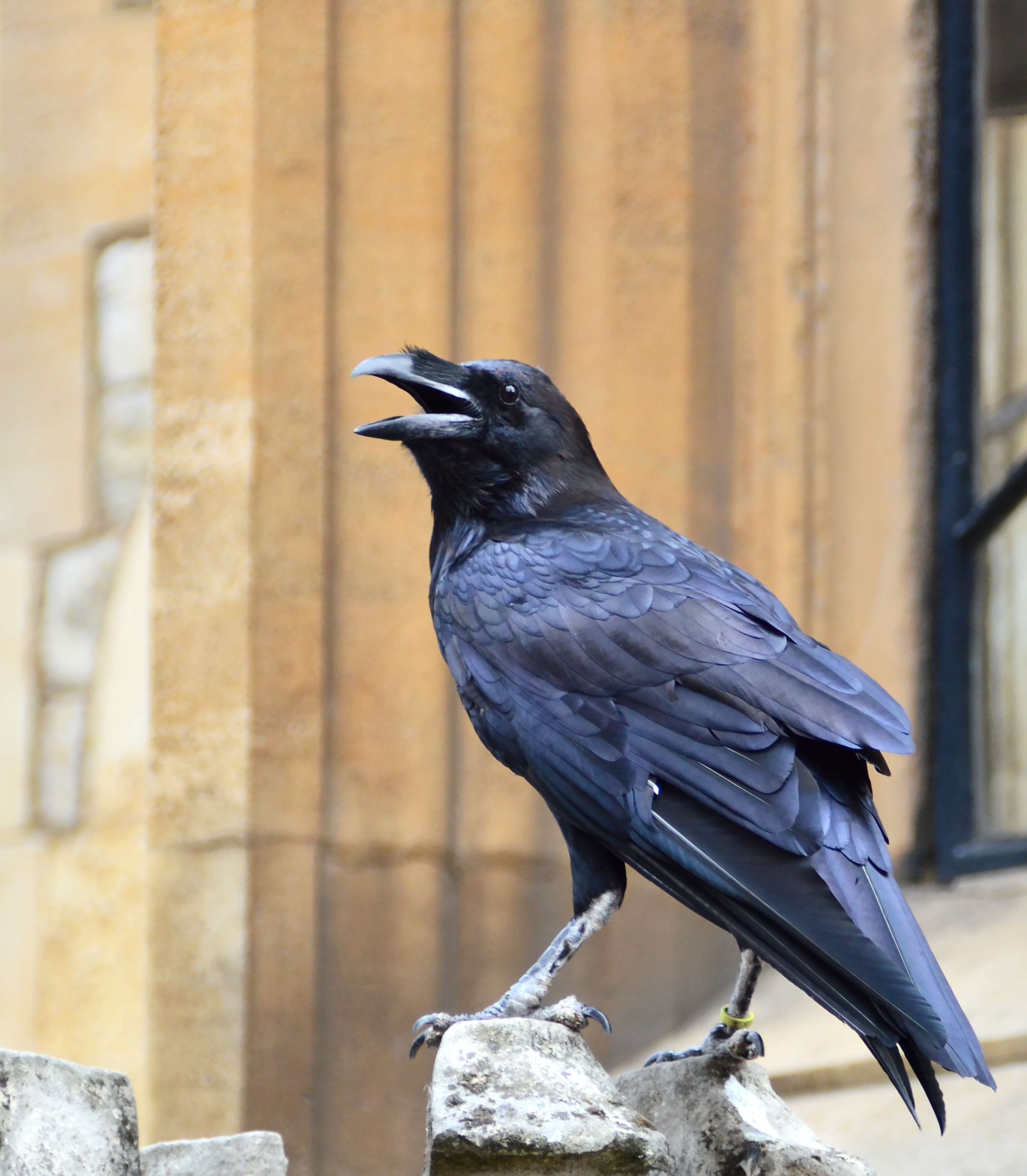
Erfindung des 19. Jahrhunderts und bei Touristen beliebt: Tower-Rabe

Seit dem 16. Jahrhundert war es möglich, nach vorheriger Anmeldung Teile des Towers zu besichtigen. Die ersten Berichte von Reisenden bezogen sich vor allem auf die Tower-Menagerie und die „Line of Kings“ – eine Ausstellung der Figuren englischer Könige auf Pferdefiguren mit echten Rüstungen und Waffen. Die Ausstellung der britischen Kronjuwelen begann mit deren Umzug in den Martin Tower im Jahr 1669. Für die breite Öffentlichkeit war er jedoch erst seit den sozialen Reformen des 19. Jahrhunderts zugänglich. Kartenverkauf vor dem Tower gibt es seit dem 19. Jahrhundert.
Der erste öffentliche schriftliche Führer für das Gebäude wurde 1841 veröffentlicht, und sollte diverse privat geschriebene Führer ersetzen, die seit der Mitte des 18. Jahrhunderts kursierten. 1851 kam die erste öffentliche Verkaufsstelle für Eintrittskarten am Tower hinzu. Bis 1900 betrug die Zahl der Besucher bereits eine halbe Million jährlich. Große Attraktionen waren die Armouries, die Kronjuwelen, und die Menagerie.
Eng mit dem Tourismus sind die Tower-Raben verbunden. Diese gehen der Legende nach viele Hundert Jahre zurück, lassen sich historisch jedoch erst nachweisen, als der Massentourismus im Tower begann. Die ersten gesicherten Quellen ihrer Existenz tauchen Ende des 19. Jahrhunderts auf. Seit 1944 lässt sich eine Legende nachweisen, nach der die Existenz der Raben seit Jahrhunderten mit dem Wohlergehen des britischen Königreichs zusammenhängt.

#### Museum (seit etwa 1600)

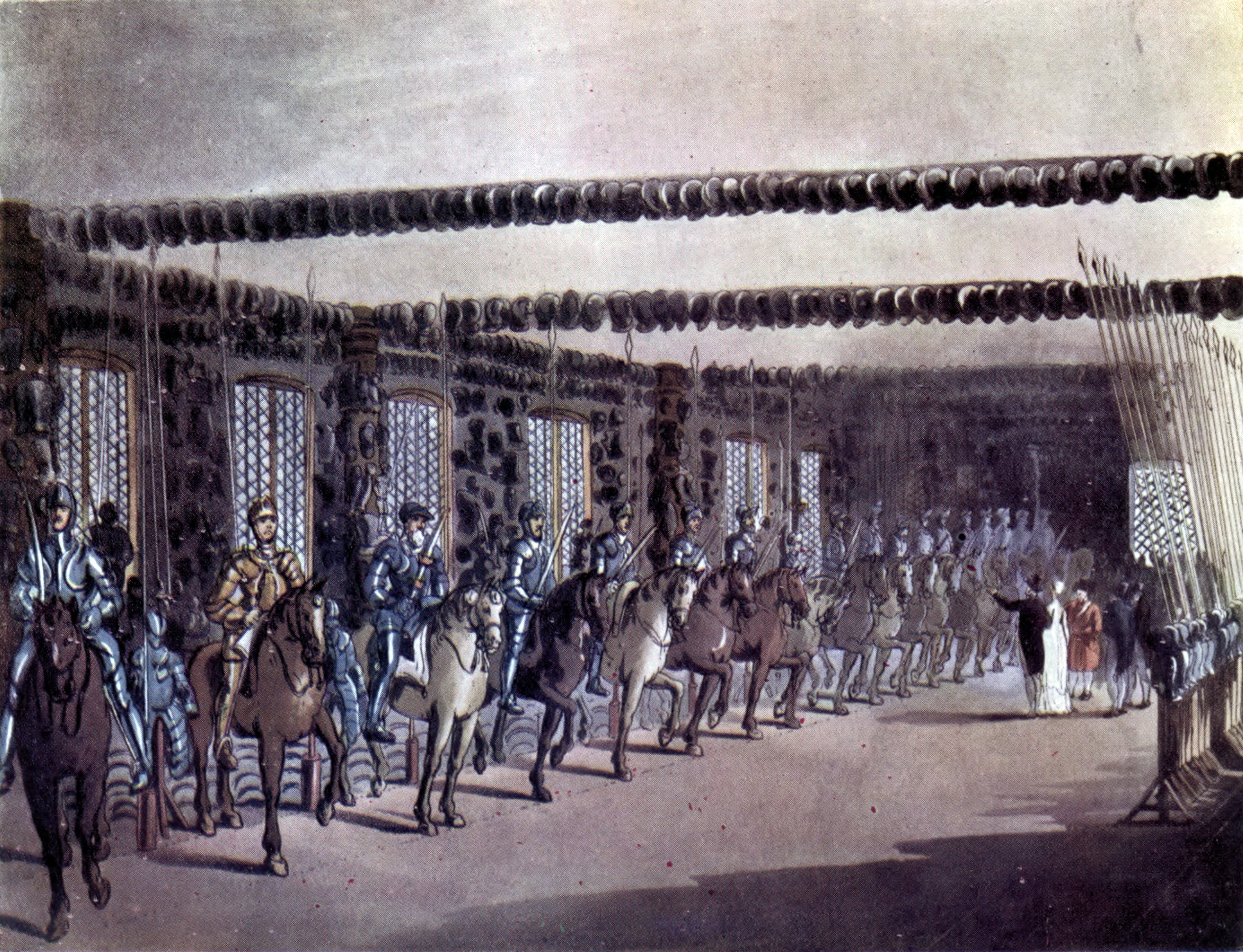
Führung durch die Line of Kings. Darstellung im Microcosm of London (1810).

Die Armouries, die Waffenkammern, waren seit seinem Bestehen Teil des Towers. Seit dem späten Mittelalter wurden die dort enthaltenen Stücke gelegentlich wichtigen Besuchern informell gezeigt, um sie zu beeindrucken. Zur organisierten, einer breiten Öffentlichkeit zugänglichen Ausstellung entwickelten sich die Royal Armouries nach der Stuart-Restauration. Die neuen Könige erkannten den propagandistischen Glanz, den eine neue Ausstellung nationaler Größe auf sie selber werfen würde.
Das Museum der Royal Armouries entwickelte sich aus drei Ausstellungen. Die Line of Kings zeigte historische britische Könige in ihrer Uniform auf einem Pferd. Diese Sammlung war ein Publikumsmagnet, aber historisch wenig authentisch. Bei einer Überarbeitung im 19. Jahrhundert wurden die größten Übertreibungen getilgt, das Publikumsinteresse ließ daraufhin schlagartig nach. Im Grand Storehouse waren aktuelle Waffen in einer spektakulären Ausstellung präsentiert, bis das Gebäude 1841 abbrannte. Die Ausstellung Spanish Armouries schließlich sollte Kriegsbeute aus dem Sieg über die Spanische Armada zeigen. Der größte Teil der präsentierten Objekte war jedoch älter und stammte aus den eigenen Beständen des Towers. Später kamen weitere eigene Bestände, Geschenke und andere Kriegsbeute hinzu. Die Royal Armouries waren über die Jahrhunderte eine der Hauptattraktionen des Towers. Zu den besonders eindrucksvollen Prunkstücken zählen diverse Rüstungen von Heinrich VIII.
Noch in den 1980ern nahmen die Royal Armouries den White Tower, die New Armouries und einen Teil der Waterloo Barracks ein. Seit den 1990ern befindet sich der Großteil der Sammlungen der Royal Armouries in einem Museumszweckbau im nordenglischen Leeds. Die Ausstellungsstücke in London füllen aber weiterhin die unteren zwei Stockwerke im White Tower.
Seit dem 20. Jahrhundert hat das Royal Regiment of Fusiliers nicht nur sein Hauptquartier im Tower, sondern auch ein eigenes Museum, das Fusilier Museum London. Es entstand aus einer 1949 von Angehörigen dieses Infanterieverbandes begonnenen privaten Sammlung von für seine Geschichte wichtigen Gegenständen, die das Regiment 1962 öffentlich machte. Das Museum befindet sich ebenso wie das Hauptquartier im ehemaligen Offiziersgebäude der Waterloo Barracks. Das Highlight der Sammlung sind zwölf Victoria-Kreuze, die Angehörige des Regiments verliehen bekamen.
Kurzfristig befand sich von 1981 bis in die 1990er Jahre das Heralds’ Museum in den Waterloo Barracks im Tower. Dieses Museum der britischen Heraldik zeigte insbesondere Bestände des College of Arms. Nachdem der Tower von einer unabhängigen Organisation, Historic Royal Palaces, verwaltet wird, findet sich kein Platz mehr in der Festung für dieses Museum. Mittlerweile nimmt das Jewel House das gesamte Erdgeschoss der Waterloo Barracks ein.

### Münzprägestätte (1279 bis 1812)

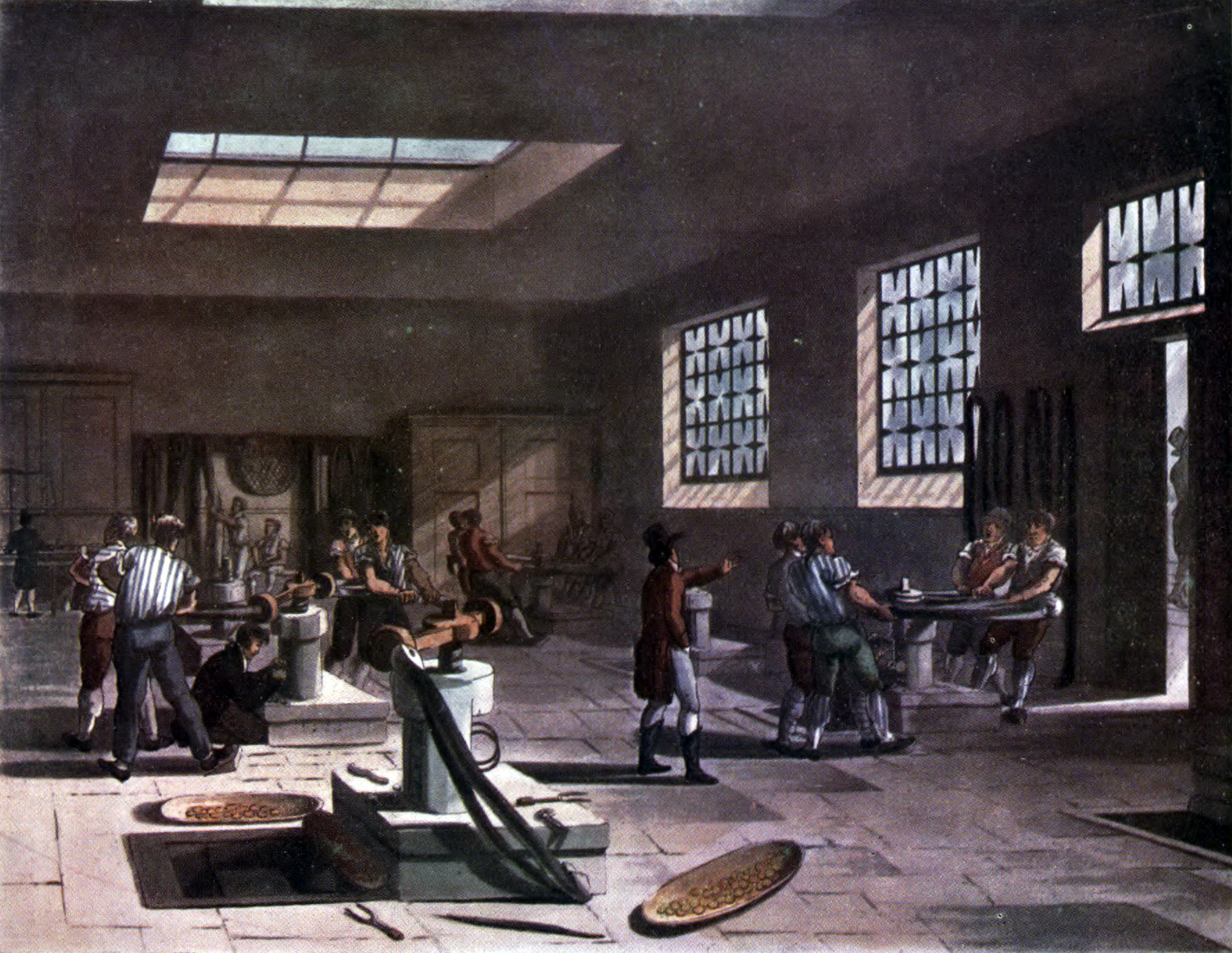
Royal Mint im Tower. Darstellung im Microcosm of London (1809).

Die Royal Mint hat ihre Ursprünge im Tower. Eine Münzprägestätte befand sich seit dem 9. Jahrhundert in London. Dabei ist der genaue Ort dieser Stätte unbekannt. Die ersten Erwähnungen eines konkreten Orts beziehen sich auf den Tower. Seitdem Eduard I. im äußeren Festungsring des Towers Münzen prägen ließ, entwickelte sich daraus die Royal Mint. Eine Münzprägestätte befand sich mindestens seit 1279 im Tower. Obwohl es seit dem frühen Mittelalter Versuche gab, die englische Münzprägung zu zentralisieren, erlangte die Royal Mint erst im 16. Jahrhundert das faktische Monopol auf die Münzherstellung im Königreich. Im frühen 19. Jahrhundert nahm die Royal Mint etwa ein Drittel des gesamten Towergeländes ein. Dabei fanden sich sowohl die Werkstätten im Tower als auch die Wohnräume der an der Münzherstellung beteiligten Handwerker und Offiziere.
Auch in der kurzen Zeit der englischen Republik wurde in der Münzstätte London geprägt. Der Lordprotektor Oliver Cromwell ließ die nach seinem Tod besonders bekannt gewordenen englischen Silberkronen mit der Bezeichnung Cromwelltaler in London unter dem Münzmeister Pierre Blondeau prägen, die mit seiner postumen Hinrichtung in Verbindung gebracht wurden.
Wo sich die Mint in den ersten Jahrhunderten ihrer Existenz im Tower befand, ist nicht bekannt. Allerdings ist es wahrscheinlich, dass sie von Anfang bis Ende ihrer Zeit im Tower Werkstätten und Wohnräume im Westen des äußeren Festungsrings einnahm. Die frühesten archäologischen Funde zur Mint lassen sich auf das späte 15. Jahrhundert datieren. Im 16. Jahrhundert wurde der gesamte äußere Ring als The Mint bezeichnet. Im Gegensatz zum Board of Ordnance, das sich den Tower aneignete, versuchte die Royal Mint immer eine personelle und organisatorische Unabhängigkeit vom Rest des Towers zu wahren. Das Gebiet der Mint im Tower war ein separater Bereich. Mitarbeiter der Mint hielten sich meistens dort auf, die anderen Tower-Bewohner waren innerhalb der Mint nicht gerne gesehen.
Im Laufe der Jahrhunderte vergrößerte sich der Anspruch an neues Geld, und die zu prägende Geldmenge stieg. Die Münze im Tower reichte in den folgenden Jahren für den Alltagsbetrieb, der gestiegene Platzbedarf für kompliziertere Verfahren zur Schaffung größerer Münzmengen wurde jedoch offenkundig. Aus Platzgründen zog die Royal Mint im Jahr 1812 aus dem Tower in die Nachbarschaft, und 1978 zog sie ganz nach Wales. Von der Mint sind noch diverse Gebäude in der Mint Lane im Westen des äußeren Verteidigungsringes erhalten. Von der eigentlichen Münzprägung finden sich nur noch sehr vereinzelt archäologische Beweise.

### Sicheres Lager

#### Archiv (13. Jahrhundert bis 1858)
Seit dem späten 13. Jahrhundert war der Tower eines der wichtigsten nationalen Archive Englands und des Vereinigten Königreichs. Aus dem Jahr 1312 sind Dokumente bekannt, die sich mit einem schon existierenden Archiv beschäftigen. Eduard II. gab Anweisungen die vorhandenen Dokumente zu ordnen und zu sortieren. Im Jahr 1325 war diese Aufgabe vollendet. Die Dokumente befanden sich dabei über die Jahrhunderte in verschiedenen Gebäuden, wichtige Sammlungen waren im White Tower und im Wakefield Tower. Die Dokumente befanden sich ebenfalls lange Zeit in eigens für sie errichteten Archivgebäuden.
Aus dem Mittelalter sind die Namen verschiedener Keeper of the Records bekannt. Ebenso existieren Dokumente die belegen, dass der Tower Dokumente an König und Parlament übergab. Dies sind starke Indizien für die Existenz eines organisierten Archivs im Tower, über das aus dem Mittelalter aber wenig bekannt ist. Die ersten systematischen Versuche, das Archiv zu ordnen, sind aus den Zeiten von Elisabeth I. überliefert. Zu dieser Zeit befanden sich die Dokumente im Wakefield Tower. Der Keeper of the Records William Bowyer produzierte eine mehrbändige Übersicht der im Tower gelagerten Dokumente, die sie der Königin übergaben. Als nach dem Mittelalter der Schriftverkehr der englischen Verwaltung immer weiter anstieg, breitete sich das Archiv über das gesamte Towergelände aus. Es belegte seit dem 16. Jahrhundert zahlreiche Gebäude, die vorher dem König als Aufenthaltsraum oder für militärische Zwecke gedient hatten. Ein Großteil der Dokumente befand sich in der gesamten Frühen Neuzeit im Wakefield Tower, der auch das Zentrum der Archivtätigkeiten war. Dieser war allerdings nur für die Archivare und Forscher zugänglich. Besuchern, die „das Archiv“ sehen wollten, wurde im Normalfall die Kapelle im White Tower vorgeführt, die seit dem 17. Jahrhundert von einer Kapelle zu einem Archivgebäude umgenutzt wurde.
Das Archiv wäre fast zerstört worden, als 1788 das Ordonance Office abbrannte. Dessen Gebäude befand sich direkt neben dem Wakefield Tower. Der Turm und sein Inhalt überlebten das Feuer nur, weil der Wind das Feuer vom Wakefield Tower wegtrieb. Im 19. Jahrhundert versuchte das englische Parlament die verschiedenen Archive, die im Vereinigten Königreich existierten, zusammenzulegen und zu modernisieren. Dafür vereinigte es die diversen Archive des Vereinigten Königreichs 1858 im Public Record Office. Für dieses wurde ein Gebäude außerhalb des Towers gebaut. Auch der Brand des Grand Storehouse im Jahr 1841 hatte noch einmal die Gefahr gezeigt, in der sich die Dokumente befanden. Diese wurde verstärkt, da sich im White Tower zu dieser Zeit noch große Mengen Schießpulver befanden, die ebenfalls eine Gefahr für das Archiv bilden. Das neue Public Record Office befand sich im 19. Jahrhundert in der Chancery Lane westlich der City und ist mittlerweile in den National Archives im Londoner Stadtteil Kew aufgegangen.

#### Aufbewahrungsort der Kronjuwelen (seit 1303)

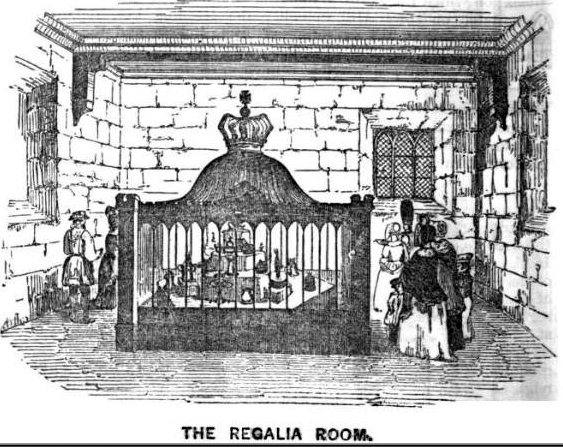
Jewel House neben dem Martin Tower; genutzt von 1851 bis 1869. Aus dem Buch „London as it is to-day“ (1851).

Die Kronjuwelen werden seit 1303, nachdem sie aus der Westminster Abbey gestohlen worden waren, im Tower aufbewahrt. Der genaue Aufbewahrungsort im Tower wechselte dabei mehrfach über die Jahrhunderte. Ursprünglich stellte der Keeper of the Jewels diese Schmuckstücke nicht öffentlich aus. Sie waren hinter dicken Mauern möglichst weit von der Öffentlichkeit weggeschlossen und verwahrt. Mittlerweile sind die Kronjuwelen die bestbesuchte Touristenattraktion innerhalb des Towers.
Die Rückkehr der Stuarts nach dem englischen Bürgerkrieg ließ einen wiedergewonnenen Monarchismus erwachen. Die öffentliche Krönung von Karl II. wurde von Teilen der Londoner Bevölkerung enthusiastisch aufgenommen. Da das Parlament im Bürgerkrieg die alten Kronjuwelen zerstört hatte, mussten für diese Krönung neue Juwelen hergestellt werden. Da das alte Jewel House im White Tower nicht mehr vorhanden war, musste anlässlich der Restauration ein neuer Platz für die Kronjuwelen gefunden werden. Diese landeten im Martin Tower. Die Juwelen befanden sich im Erdgeschoss, während die Wohnung des Keepers im ersten Stockwerk lag. Der Zugang zum Martin Tower erfolgte über das erste Stockwerk.
Die Ausstellung der Kronjuwelen begann in dieser Zeit. Der Ausstellungsbesuch war kostenpflichtig und eine wichtige Einkommensquelle des Masters of the Jewel House. Zu Beginn waren die Vorführungen informell. Gäste wurden in den Raum mit den Juwelen gelassen. Dann schloss der Master of the Jewel House die Tür und holte die Juwelen aus dem Schrank, in dem sie aufbewahrt wurden. Dies führte nach einigen Jahren beinahe zum Diebstahl von Krone, Zepter und Reichsapfel durch Thomas Blood und eine Komplizin. Nach Bloods versuchtem Diebstahl systematisierte die Monarchie die Ausstellung. Sie ließ eine Liste der Ausstellungsstücke anlegen, baute Bänke in den Martin Tower und einen Käfig, in dem die Juwelen aufbewahrt wurden. Besucher aus dieser Zeit beschreiben den Martin Tower als dunkle, enge Höhle, in der die Juwelen wie eingesperrt wirken. Trotzdem wuchs über die Jahre die Nachfrage nach der Besucherattraktion.
Als 1841 das Grand Storehouse in unmittelbarer Nachbarschaft des Martin Towers abbrannte, gerieten die Kronjuwelen und der Martin Tower kurzzeitig in Gefahr. Ein neu gebautes Jewel House neben dem Martin Tower erwies sich bereits nach kurzer Zeit als unpraktisch und unsicher gegen Diebstahl oder Brand. Trotzdem blieb das Jewel House noch 20 Jahre in Benutzung, da keine der möglichen Stellen bereit war, schon wieder in ein neues Gebäude zu investieren. Erst im Zuge der großen Umbauarbeiten unter Anthony Salvin zogen die Kronjuwelen 1869 in den Wakefield Tower. Seit 1967 befindet sich das Jewel House in den Waterloo Barracks. Das größere Gebäude kann besser mit den Besucherströmen umgehen. Bis in die 1990er hinein wurden sie unterirdisch in den Waterloo Barracks aufbewahrt. Seit 1995 nimmt die Ausstellung das gesamte Erdgeschoss der ehemaligen Kasernen ein. Ein Fahrsteig transportiert die Touristen an den Schmuckstücken vorbei.

### Friedhof (seit 1535)
Gefangene, die auf dem Tower Hill außerhalb des Towers oder auf dem Tower Green hingerichtet wurden, wurden oft auf dem Gelände des Towers selbst bestattet. Wichtige Gefangene mit hohem sozialem Status wurden in oft feierlichen Beerdigungszeremonien in Westminster Abbey oder St Paul’s Cathedral bestattet. Gefangene, die diesen Status nicht hatten, wurden meist ohne jede Zeremonie in der Kirche St Peter ad Vincula im inneren Ring des Towers bestattet. Dies erfolgte meist, ohne dass das Grab gekennzeichnet wurde.
Im 19. Jahrhundert beschrieb der Historiker Lord Macaulay die Kirche als traurigsten Ort auf Erden. Queen Victoria, auf deren Geheiß der Tower im 19. Jahrhundert größeren Umbauarbeiten unterlag, beschwerte sich auch über den Zustand von St. Peter ad Vincula. Sie ordnete an, dass sämtliche Gräber auf dem Gelände identifiziert und wiederhergestellt werden sollten. Dabei fand die Tower-Verwaltung die Gräber von Anne Boleyn († 1536), Catherine Howard († 1542), Jane Boleyn († 1542), Allen Apsley († 1630), Margaret Pole († 1541), Edward Seymour, 1. Duke of Somerset († 1551), John Dudley, 1. Duke of Northumberland († 1553). Der Altar in der Kapelle wurde mit den Wappen der dort Liegenden versehen. Außerdem liegen in der Kapelle die Gräber von Thomas Morus († 1535), John Fisher († 1535) und William Howard, 1. Viscount Stafford († 1680). An Morus erinnert seit 1970 ein Schrein, an dem Gläubige beten können.

## Besucherzahlen
2019 wurde der Tower of London von rund 2,98 Millionen Personen besucht. 2024 betrug die Besucherzahl etwa 2,90 Millionen Personen.

## Bewohner und Rituale

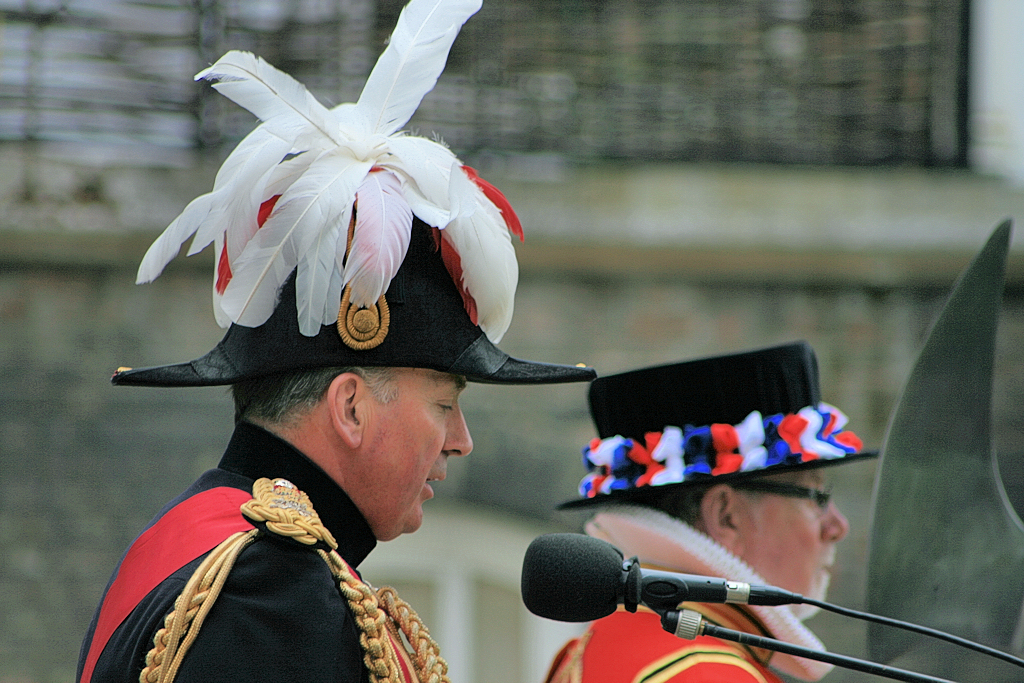
Der damalige Konstabler des Towers, General Richard Dannatt, in seiner Galauniform (2010)

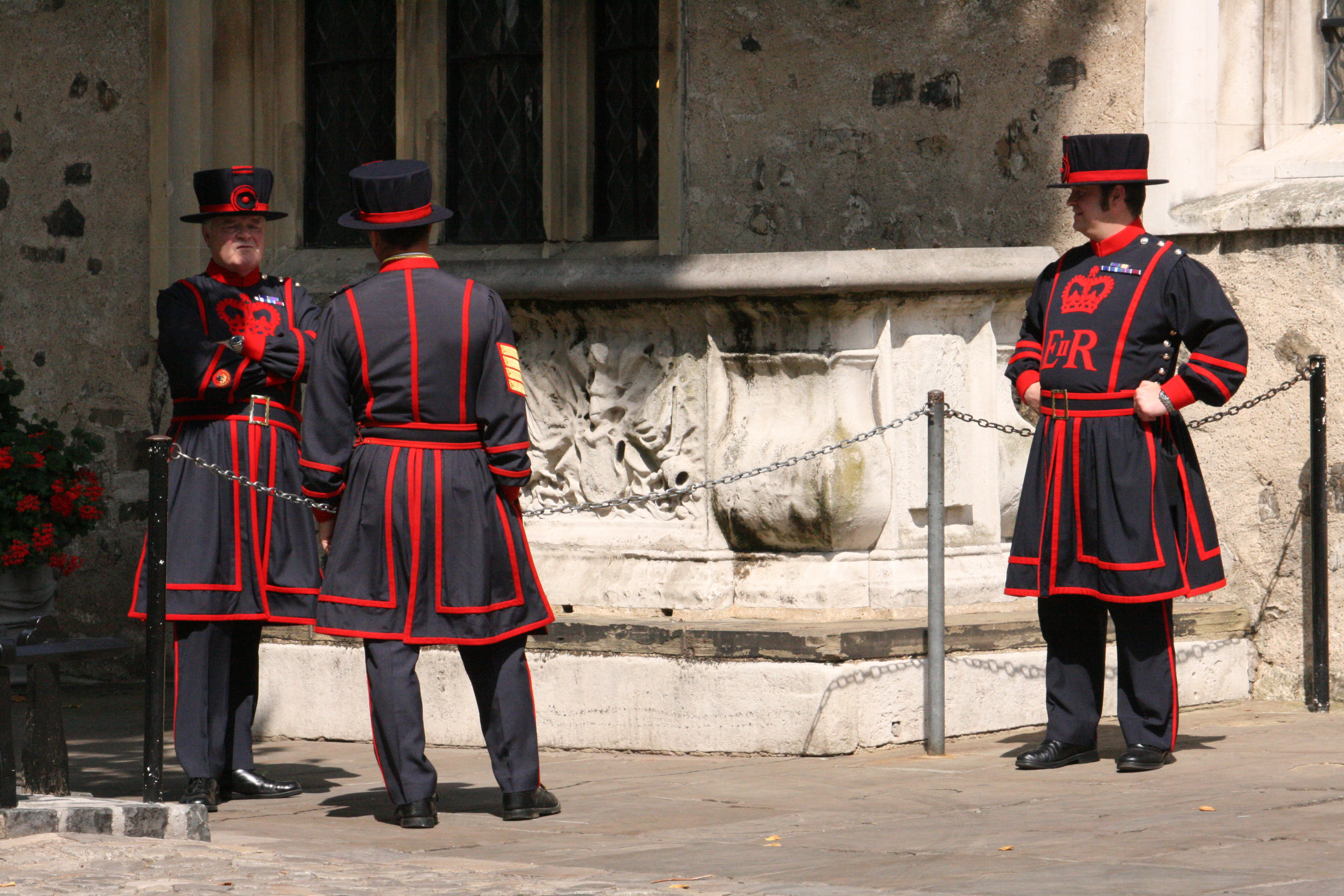
Yeoman Warders im Tower (2008)

„Beefeaters“ (Yeoman Warders) um 1910

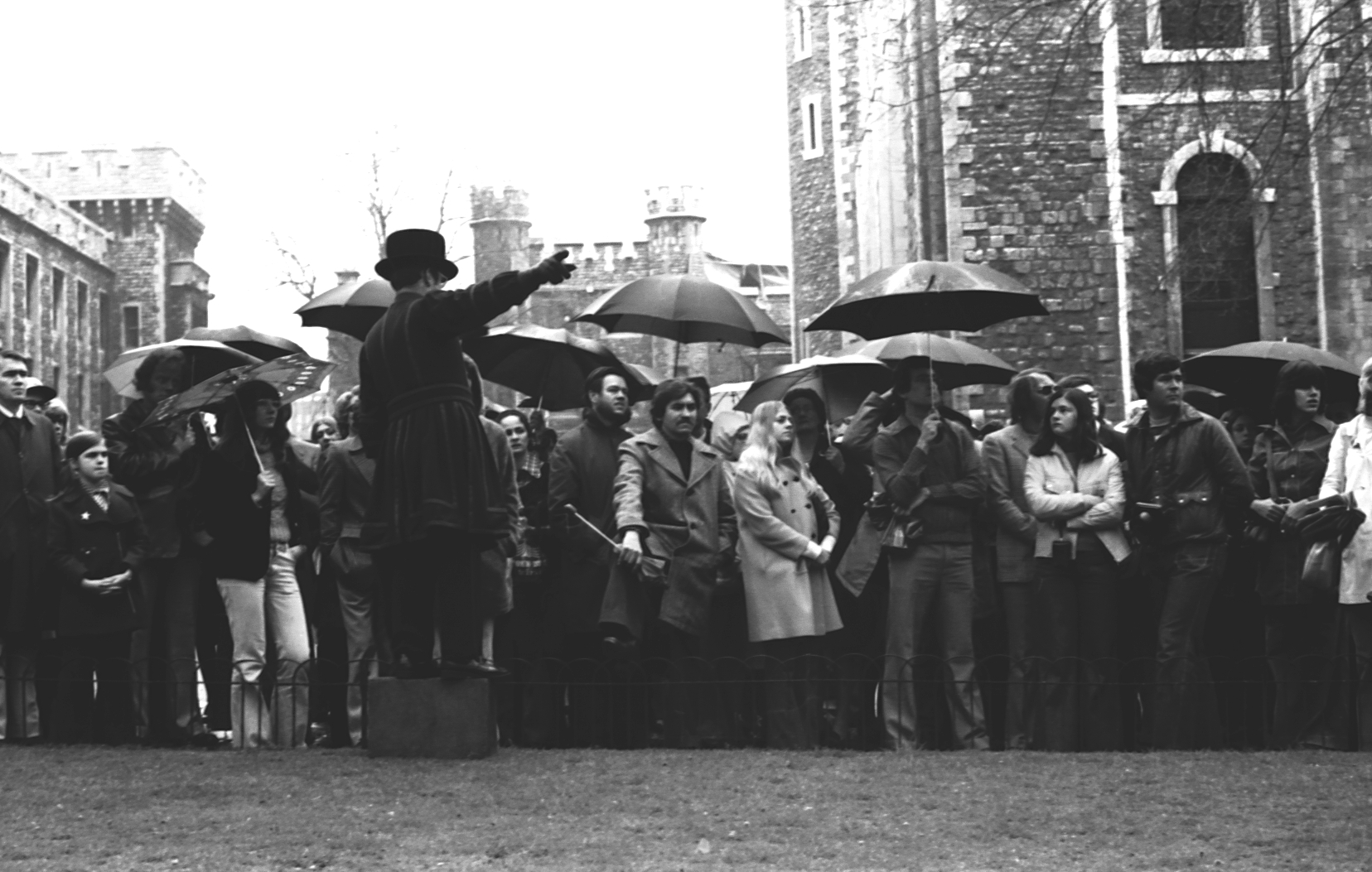
Yeoman Warder bei der Touristenbetreuung (1974)

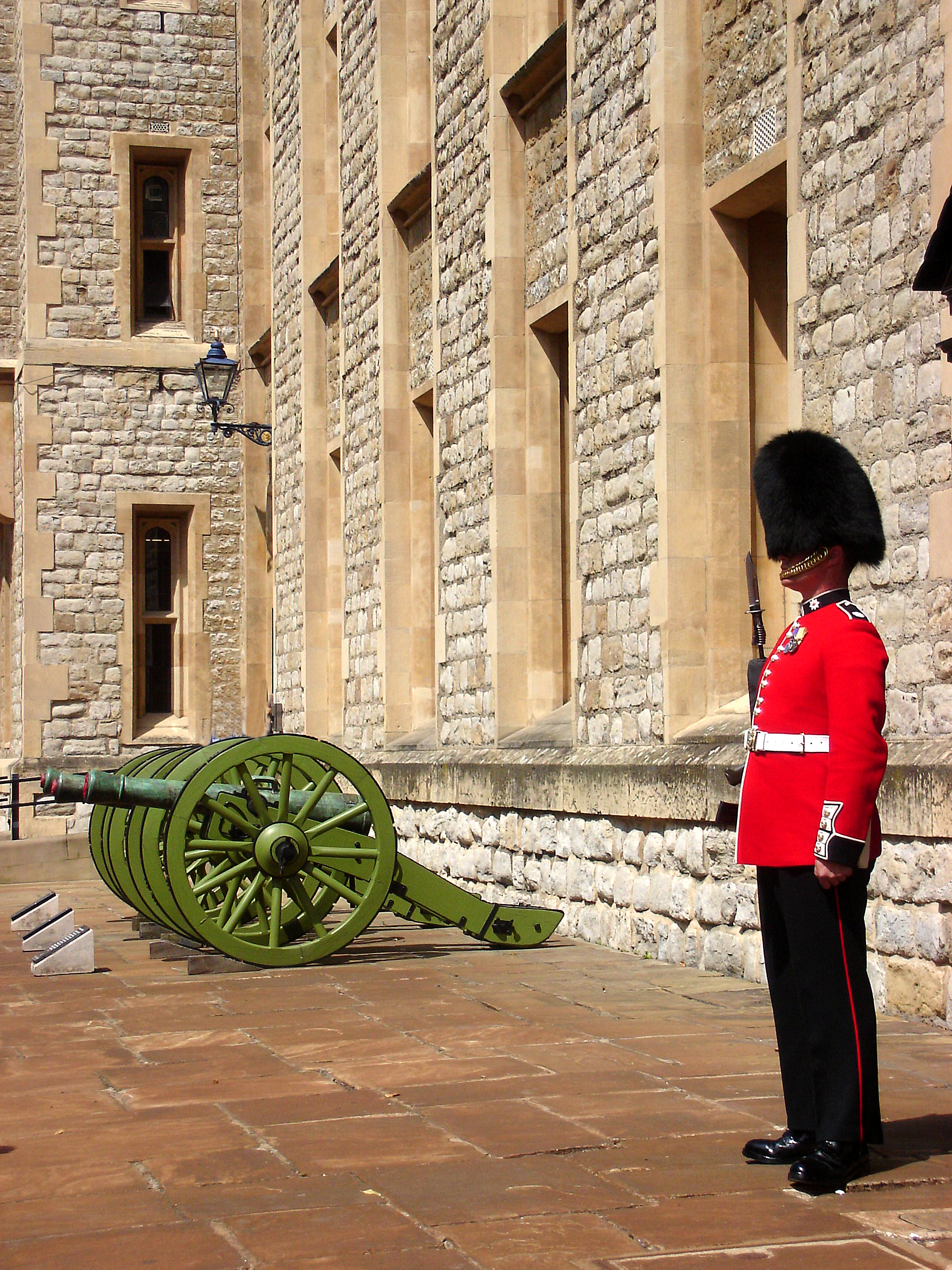
Ein Wachposten der Coldstream Guards vor dem Jewel House (2006)

Über die Jahrhunderte wohnten zahlreiche und verschiedene Gruppen von Menschen im Tower, die in einem Verhältnis zur englischen oder britischen Monarchie standen. 2007 bewohnten etwa 140 Personen das Gelände. Dies sind der Konstabler des Towers, der Resident Governor, die Offiziere des Towers, die Yeoman Warders und ihre Familien, die Wachen der Kronjuwelen sowie ein ansässiger Geistlicher und ein Arzt.

### Konstabler, Lieutenant und Resident Governor
Der Konstabler des Towers vertritt den König als Befehlshaber im Tower bei dessen Abwesenheit. Der Posten lässt sich fast lückenlos bis in das Jahr 1066 zurückverfolgen. Die Stellung des Konstablers war über viele Jahrhunderte eine wichtige militärische und administrative Stellung, die die Kontrolle über den Pool of London erlaubte und Herrschaft über die Tower Division östlich Londons einbezog. Der Konstabler erhielt Zoll für alle Luxusgüter, die über die Themse nach London kamen. Ihm gehörten die Schwäne im London Pool, alles Treibgut, das sich dort befand und alle Gespanne und Tiere, die von einer der Londoner Brücken gefallen waren. Wenn der Konstabler nicht selbst im Tower residierte, vertrat ihn der Lieutenant of the Tower und nahm die Privilegien des Konstablers wahr. Etwa seit der Regierungszeit von Elisabeth I. war diese Aufteilung der Regelfall. Nachdem seit dem 18. Jahrhundert auch der Lieutenant meist nicht mehr im Tower residierte, übernahmen der Deputy Lieutenant und ein Major dessen Aufgaben.
Oft entstammten die Konstabler dem Hochadel oder waren hohe geistige Würdenträger. Auch mehrere Erzbischöfe von Canterbury übten das Amt aus. Seit dem 18. Jahrhundert besetzen hohe Offiziere, meist Generäle, die aus dem aktiven Dienst ausgeschieden waren, diesen Posten. Seit dem 20. Jahrhundert sind die Positionen des Konstablers und des Lieutenants vor allem zeremonielle Posten, die an hohe Offiziere nach ihrem Ausscheiden aus dem aktiven Dienst vergeben werden. Seit 1933 wird das Amt des Konstablers auf fünf Jahre vergeben. Das Hauptprivileg des Konstablers, das sich bis ins 21. Jahrhundert gehalten hat, ist der direkte Zugang zum englischen Monarchen. Derzeitiger Konstabler ist Gordon Messenger.
Die eigentliche Verwaltung vor Ort obliegt seit dem späten 19. Jahrhundert dem Resident Governor des Towers. Dieser ist ein aktiver Offizier der britischen Armee und Hauptbefehlshaber des Towers. Seine Amtszeit ist auf fünf Jahre begrenzt. Seit 1968 ist das Amt des Resident Governor mit dem des Keeper of the Jewel House verbunden.

### Yeoman Warders und Wachen
Die Yeoman Warders unter dem Chief Yeoman Warder sind die Polizei- und Ordnungstruppe im Tower. Die Gruppe ist etwa 30 bis 40 Mann stark und zuständig für die Bewachung der Tore und die Ordnung im Tower und auf der Tower Wharf. Yeoman Warders waren für lange Zeit die einzig autorisierten Führer im Tower und sind heute vor allem als Touristenführer bekannt. Bei ihnen handelt es sich um ehemalige Offiziere und Unteroffiziere. Seit 1952 sind sie Angestellte des Öffentlichen Dienstes und gehen mit 65 Jahren in den Ruhestand. Sie und ihre Familien müssen auf dem Gelände des Towers leben.
Die erste Erwähnung von Yeoman Warders geht auf das 16. Jahrhundert in die Regierungszeit von Heinrich VII. zurück. Die Gefängniswärter im Tower erhielten das Recht königliche Farben zu tragen und sich zu den Yeomen of the Guard zu zählen. Die Posten waren teilweise bezahlt. Vor allem aber lebten die Warders von Gebühren, die sie von Gefangenen und Touristen kassierten. Die Uniformen sollen mittelalterliche Uniformen imitieren, gehen aber auf das 19. Jahrhundert zurück. Seit 2007 gehört erstmals in der Geschichte eine Frau dem Wachpersonal des Towers an.
Neben den Yeoman Warders bewachen auch noch Wachen der Metropolitan Police und Einheiten der regulären Armee die Kronjuwelen. Die Wachen der Armee werden dabei stets von demjenigen der fünf Regimenter der Guards Division gestellt, das auch die anderen Londoner Paläste bewacht. Die Abordnung im Tower besteht im Normalfall aus einem Offizier, fünf Unteroffizieren, einem Trommler und 15 Soldaten.

### Zeremonien im Tower
Die verschiedenen Zeremonien im Tower gehen in ihrer heutigen Ausgestaltung auf das 19. Jahrhundert zurück. Ebenso wie in dieser Zeit die Architektur der Festung wieder vermittelalterlicht wurde, wurden auch die Zeremonien stärker formalisiert und zuschauerfreundlicher gemacht. So gehen die Uniformen der Bediensteten im Tower ebenso auf das 19. Jahrhundert zurück wie der genaue Ablauf der Schlüsselzeremonie oder diverser anderer Abläufe. Neben den öffentlichen Zeremonien zelebriert der Tower die Einführung neuer Yeoman Warders oder eines neuen Konstabler des Tower. Bei der Zeremonie der Lilien und Rosen, die seit 1923 im Wakefield Tower stattfindet, gedenken Eton-College und King’s College aus Cambridge ihres Gründers Heinrich VI., der vermutlich im Tower ermordet wurde.

#### Tower als Teil der Krönungsfeierlichkeiten
Der Tower ist eng mit der britischen Geschichte und insbesondere der Krone verbunden. Er gilt als eines der Symbole des Vereinigten Königreichs und seiner Geschichte seit dem Mittelalter. Im Mittelalter und zu Zeiten der Tudors begann die britische Krönungszeremonie im Tower. Neu zu schlagende Knights of the Bath verbrachten nach einer rituellen Reinigung die Nacht in der Kapelle im White Tower. Am nächsten Morgen schlug sie der zu krönende König zum Ritter, woraufhin sie die Krönungsprozession vom Tower zur Westminster Abbey begleiteten.

#### Salut vom Tower
Seit der Krönung von Anne Boleyn im Jahr 1533 sind Salutschüsse vom Tower aus verbürgt, die noch regelmäßig stattfinden. Von den althergebrachten Traditionen des Towers ist diese die einzige, die sich lückenlos bis in die Gegenwart nachverfolgen lässt. Auch heute gibt es Salutschüsse zu wichtigen Anlässen der Monarchie, wie dem Geburtstag des Königs, der Parlamentseröffnung oder Staatsbesuchen. Dabei feuern seit dem frühen 20. Jahrhundert insgesamt 62 Kanonen bei Anlässen der Monarchie und 41 bei Staatsbesuchen.
Historisch wurden mit Salutschüssen vom Tower Siege in Schlachten gefeiert. Der letzte so überlieferte Salut stammte aus dem Jahr 1855, als die Briten im Krimkrieg die Stadt Sewastopol eroberten. 1800 schoss der Tower einen Salut anlässlich der Vereinigung von Großbritannien und Irland und 1894 aus Anlass der Eröffnung der Tower Bridge.
Ursprünglich von der kleinen Artillerieeinheit abgefeuert, die sich im Tower befand, hat sich nach deren Auflösung 1924 die Honourable Artillery Company dieser Aufgabe angenommen. Diese existiert unter mehreren Namen bereits seit 1537 und stellte bereits die verbleibende Artillerie im Tower während des Ersten Weltkriegs.

#### Schlüsselzeremonie
Die bei Touristen beliebteste Zeremonie ist die täglich stattfindende Schlüsselzeremonie. Bei dem in dieser Form seit 1914 stattfindenden Ritual geht der Chief Warder zwischen 21:53 Uhr und 22:00 Uhr in Begleitung regulärer Soldaten die Tore und Wachposten des Towers ab und schließt die Tore. Die Grundform der Zeremonie stammt vermutlich aus der Tudor-Zeit, als sich Gefangene im Tower aufhielten, die sich oft auf den offenen Flächen wie dem Tower Green aufhalten durften. Die genaue Ausgestaltung in der heutigen Form fand im 19. Jahrhundert statt. Die Uhrzeit 22 Uhr, zu der die Zeremonie stattfindet, ist seit 1914 festgelegt. Einzig zu der Zeit des Zweiten Weltkriegs fanden seitdem Abweichungen statt. Der London Blitz sorgte mehrfach für Verschiebungen. Zeitweise waren keine regulären Truppen im Tower, so dass die Zeremonie ohne diese ablief. Heute können Touristen bei der Schlüsselzeremonie zuschauen, sofern sie sich vorher anmelden.

#### Beating the Bounds
Das beating of the bounds, das Abschreiten der Grenzen des Towers, geht auf die Zeit zurück, als der Tower und seine Umgebung direkt dem Königshaus unterstellt war und administrativ nicht zur Stadt London gehörte. Bei der Zeremonie des Schlagens der Grenzsteine sollte sichergestellt werden, dass die Grenzsteine in der Zwischenzeit nicht verrückt worden waren. Die Zeremonie war in ihren Grundzügen in größeren Teilen Englands verbreitet, wird aber nur noch selten durchgeführt. Nachdem die Zeremonie seit dem 17. Jahrhundert jedes Jahr zu Christi Himmelfahrt durchgeführt wurde, wird sie seit dem 20. Jahrhundert nur noch jedes dritte Jahr abgehalten. Dazu läuft eine Gruppe aus Chief Yeoman Warder, dem Vikar des Towers, Kinder von Tower-Bewohnern und Chorknaben vom Tower Millennium Pier aus über den Tower Hill und Trinity Square bis zum ehemaligen Iron Gate an der heutigen Tower Bridge. Bei jedem Grenzstein schlagen die Kinder mit Stöcken auf den jeweiligen Grenzstein ein. Zum Abschluss singt die Gruppe auf dem Tower Green die britische Nationalhymne. Die Zeremonie folgt noch weitgehend der Form, die aus dem 17. Jahrhundert überliefert ist.

## Rezeption und Forschung

### Bis zum 19. Jahrhundert

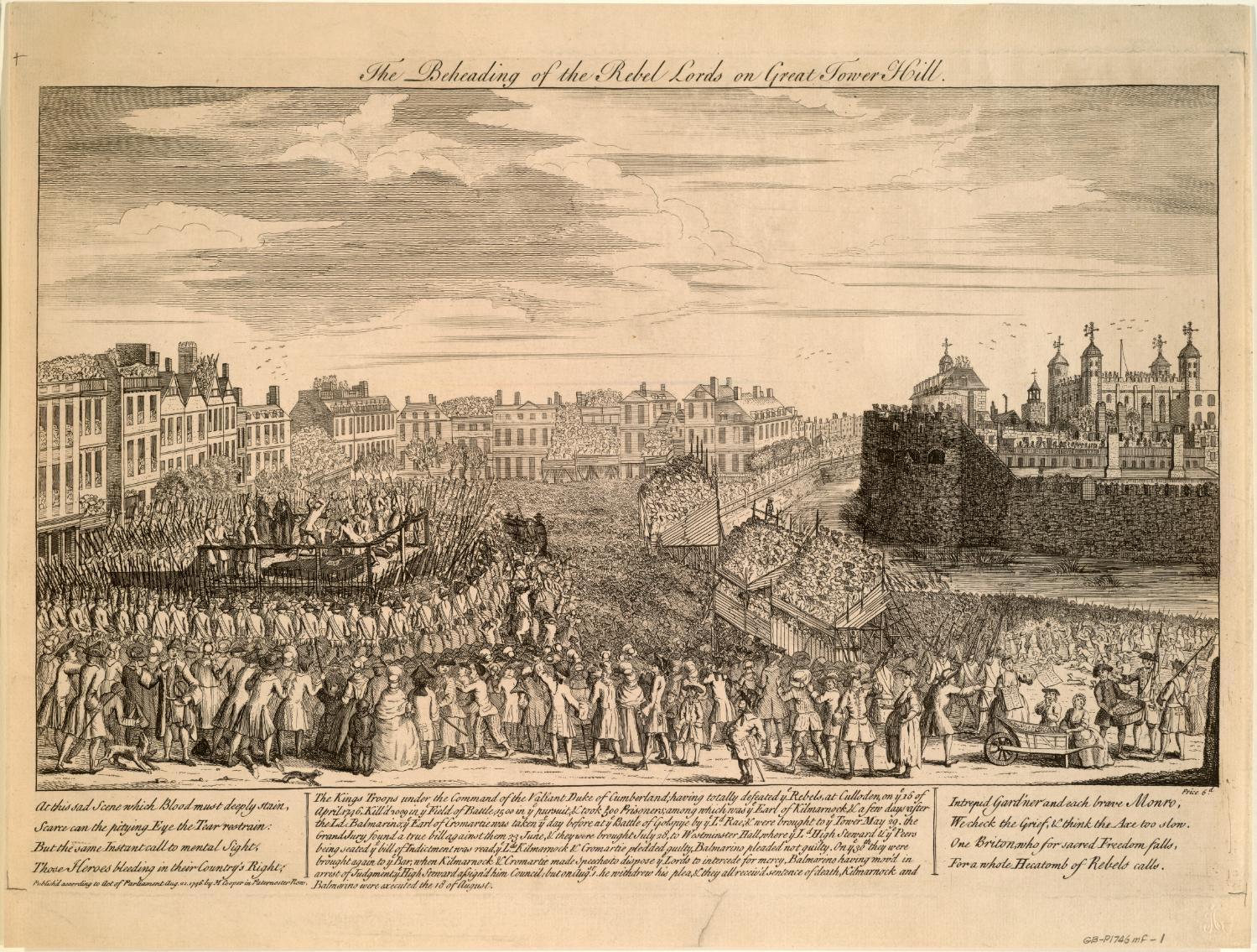
Der Tower diente jahrhundertelang als Symbol königlicher Machtausübung, hier als Hintergrund bei der Exekution jakobitischer Rebellen. Kupferstich von 1746.

Der Tower als scheinbar übermächtiges und furchteinflößendes Bauwerk inspirierte Traditionen und Legenden, die dem Tower eine längere Vergangenheit zuschreiben. Geoffrey von Monmouth, der nur etwa 50 Jahre nach Baubeginn lebte, und zahlreiche Autoren nach ihm, datierten den Tower bereits in die Zeiten des legendären englischen Königs Belinus, der weit vor der Ankunft der Römer gelebt haben soll. Die Zeitlosigkeit und Gegenwart der Festung zeigte sich in der Tudor-Zeit, als die Menschen den White Tower als römische Festung betrachteten, und ihn Caesar’s Tower nannten.
Als Festung der englischen Könige gegenüber der Stadt London war der Tower immer Symbol für die Herrschaft der englischen Könige. Die Bevölkerung Londons und die Bewohner des Towers befanden sich lange Zeit in einem Konflikt. Als beispielsweise 1240 beim Ausbau der Festung Grundmauern zusammenbrachen, freute sich die Londoner Bevölkerung offensichtlich, sie dankte dem Londoner Stadtheiligen Thomas Beckett dafür, dass er sie vor einer nicht gerechtfertigten Ausübung königlicher Macht bewahrt habe. Rebellionen gegen den amtierenden Monarchen suchten sich oft den Tower als Ziel, viele Besuche des Königs im Tower dienten vor allem der Machtdemonstration. In den Rebellionen von Simon de Montfort ebenso wie bei der Rebellion von Roger Mortimer und Isabelle spielten die City of London und der Tower entscheidende Rollen. Bei beiden stellte sich die Bevölkerung und der Rat der City of London deutlich auf die Seite der Aufständischen.
In der Zeit von Elisabeth I. und Jakob I. spielten insgesamt 24 größere Dramen im Tower. Obwohl der Tower ein Zentrum königlicher Machtausübung ist, stellt er in den Dramen der Zeit oft ein ambivalentes Symbol dar, das ebenso oft Machtverlust oder angezweifelte Macht der Könige zeigt. In William Shakespeares Heinrich VI. verliert der König die Kontrolle des Towers. Im Stück The Life of Sir John Oldcastle von Anthony Munday ist der Tower Basis für Verräter. Dasselbe Stück zeigt auch eine erfolgreiche Flucht aus der Festung.
William Shakespeare benutzte den Tower als Hintergrund in einigen seiner Königsdramen zu den Rosenkriegen. Besonders prominent taucht er als Cesar’s Tower im Stück Richard II. auf, eine handlungstragende Rolle spielt der Tower darüber hinaus in Shakespeares Stück Richard III., das die Geschichte der Prinzen im Tower popularisierte. In Richard III. ist zwar die Macht des Königs im Tower unangetastet; der Monarch aber nutzt die Festung für Aktivitäten zweifelhaften moralischen Werts.
In das kulturelle Gedächtnis ging insbesondere die Funktion des Towers als Gefängnis ein. Obwohl die Haftbedingungen dort meist besser waren als in den anderen Haftanstalten Londons, ist der Tower besonders mit oft grausigen Geschichten aus der Haft verbunden. Insbesondere die von Shakespeare auf die Bühne gebrachten Prinzen im Tower sind dabei in das kulturelle Gedächtnis eingegangen. Verstärkt wurde der Ruf durch zahlreiche protestantische und katholische Geistliche, die in den Zeiten der Religionskriege im 16. Jahrhundert im Tower einsaßen.

### Seit dem 19. Jahrhundert

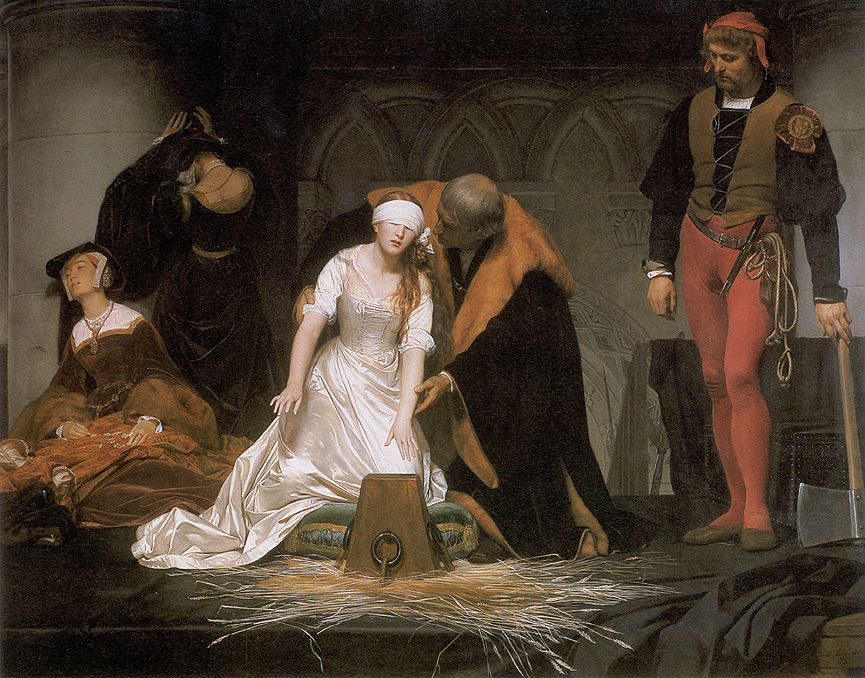
Insbesondere das 19. Jahrhundert war fasziniert vom Tower als Ort von Gewalt und Tod. Hyppolyte Delaroches Gemälde Die Hinrichtung der Lady Jane Grey.

Im 19. Jahrhundert verstärkte sich der Trend, den Tower als Ort von Grusel und Gefängnis, Heimtücke und Hinrichtung zu sehen. John Everett Millais’ Gemälde The Princes in the Tower erwies sich dabei ebenso als einflussreich wie Paul Delaroches Gemälde Die Hinrichtung der Lady Jane Grey.
Ende des 19. Jahrhunderts war W. Harrison Ainsworths Schauerroman The Tower ein einflussreicher Bestseller. Selbst die 1888 erschienene Oper The Yeomen of the Guard von Gilbert und Sullivan ist für das Autorenduo ungewöhnlich ernst und düster. Der englische Schriftsteller Edgar Wallace machte in seinem später verfilmten Kriminalroman „Das Verrätertor“ (Traitors’ Gate) die Schlüsselzeremonie zu einem zentralen Punkt bei einem Versuch, die Kronjuwelen zu stehlen.
Im 19. Jahrhundert begann die Öffentlichkeit ein reges Interesse an der Geschichte des Towers zu zeigen. 1821 erschien John Bayleys The History and Antiquaries of the Tower of London und 1830 Brayleys und Brittons Memoirs of the Tower of London. Beide stützten sich vor allem auf die Überlieferung und schriftliche Dokumente. Eine planmäßige archäologische Erforschung des Gebäudes begann jedoch erst im 20. Jahrhundert. Die erste planmäßige Ausgrabung fand 1904 auf Veranlassung der Society of Antiquaries of London statt, die südlich des Wardrobe Towers nach der ehemaligen römischen Stadtmauer Londons suchte. In den folgenden Jahren fanden solche Arbeiten vor allem im Zuge von Umbauten am Tower statt: 1914 im nordöstlichen Bereich bei der Brass Mount, zwischen 1934 und 1938 beim Byward Tower. Im Zuge der Neugestaltung des Eingangsbereichs entdeckten die Forscher größere Überreste des Lion Towers und vom ehemaligen Burggraben aus den Zeiten von Eduard I.
Der Tower als Symbol englischer Macht und der englischen Monarchie war mehrfach Ziel politischer Anschläge, seitdem er öffentlich zugänglich ist. Bereits 1885 zündeten Gegner der englischen Besatzung Irlands eine Bombe im White Tower. 1974 explodierte eine Bombe der IRA in der Sammlung der Royal Armouries im White Tower.

## Denkmalschutz und Gefährdung

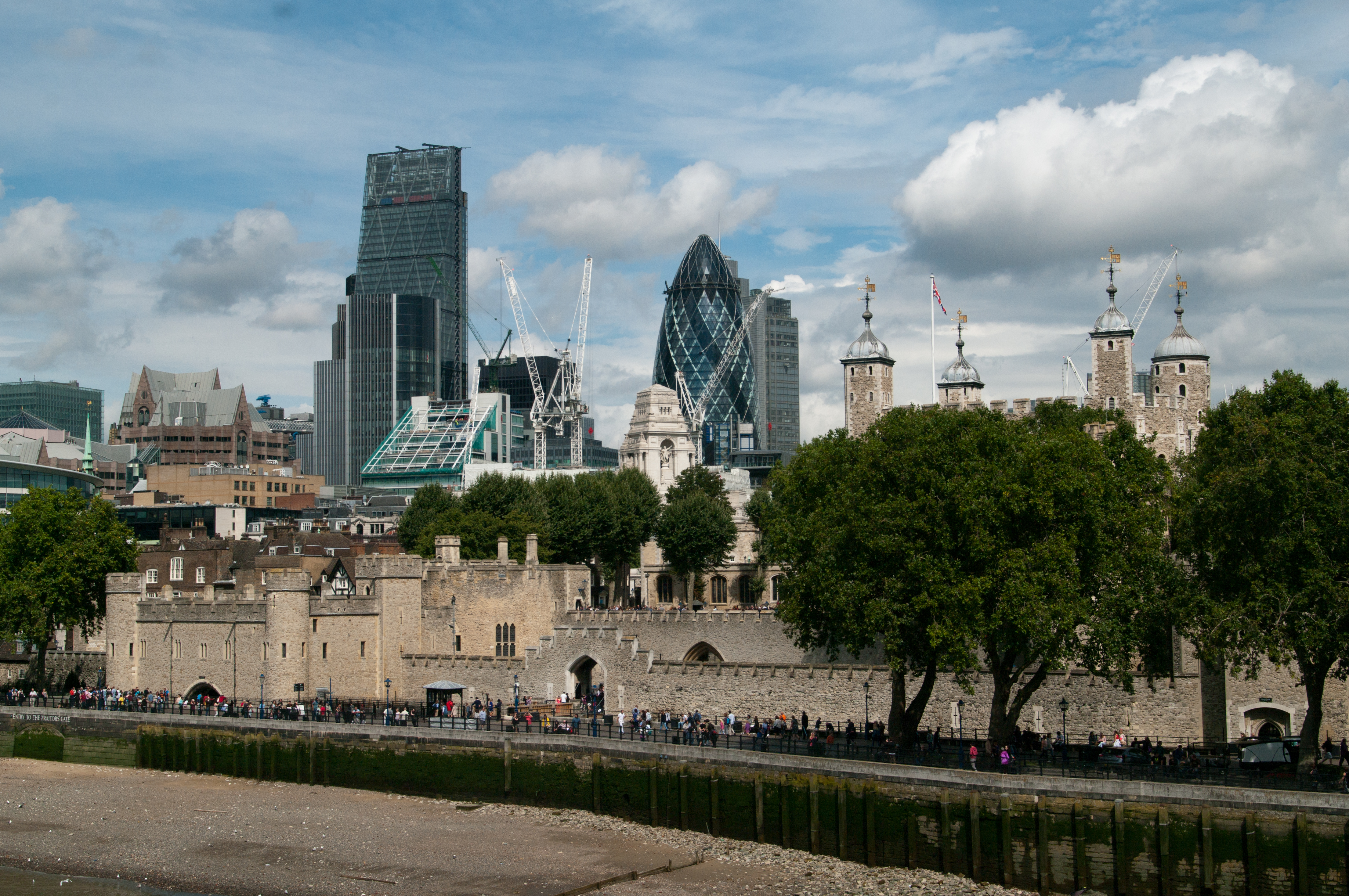
Moderne Hochhausbauten überragen seit dem späten 20. Jahrhundert die einst stadtbildprägende Festung (2013).

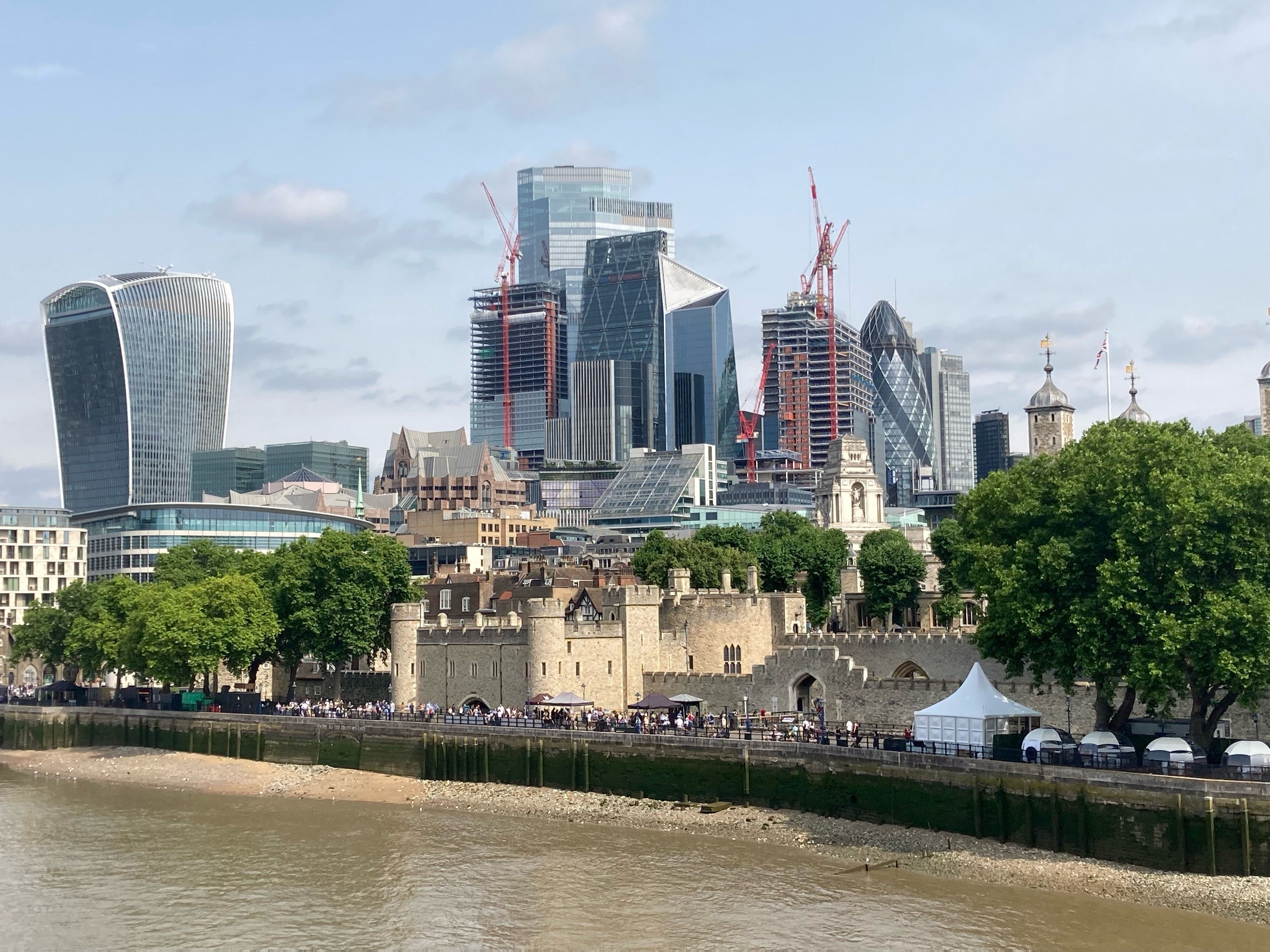
Der Trend hat sich fortgesetzt (2022).

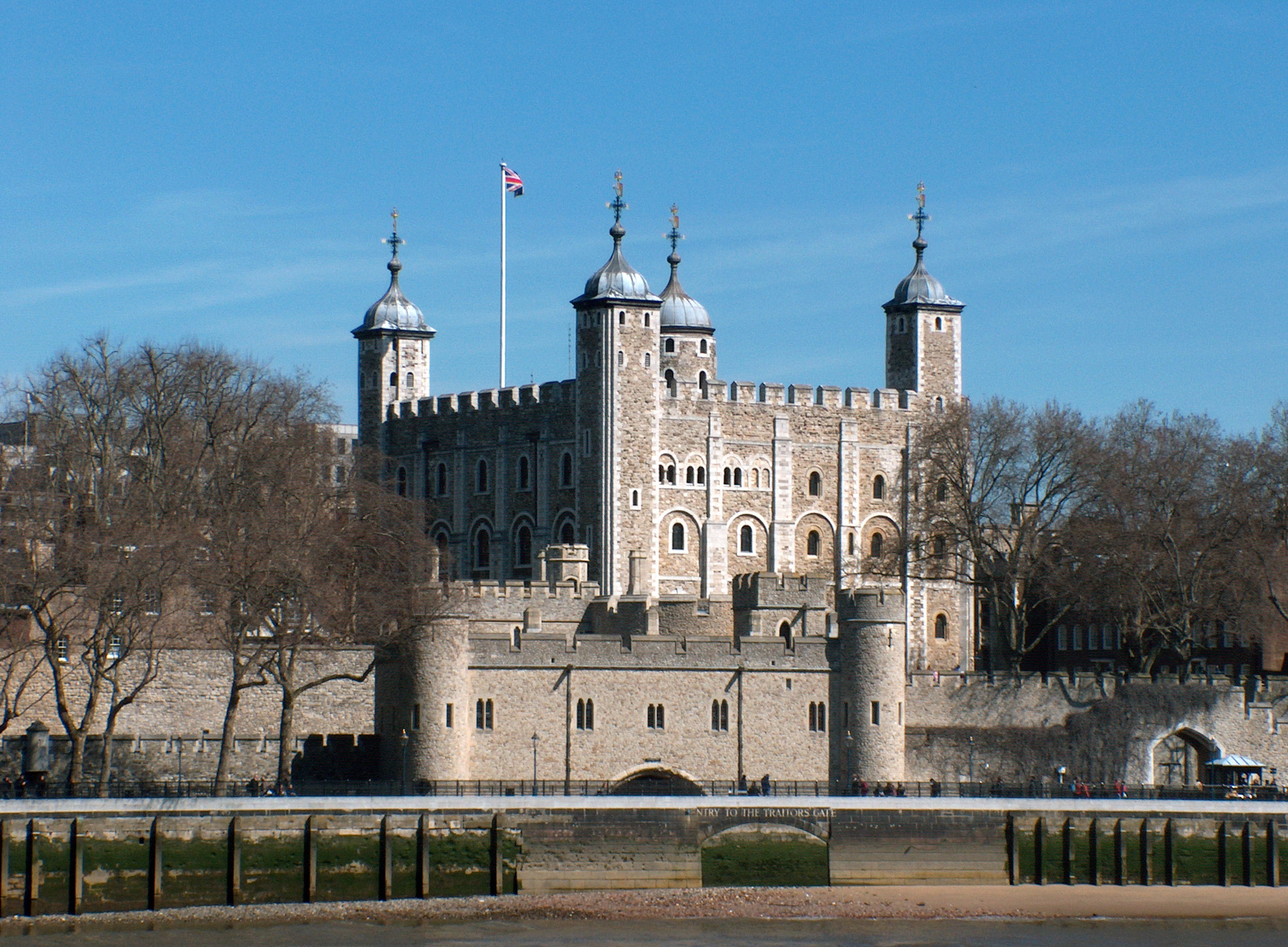
Denkmalgeschützter Blick ohne Hochhäuser (2006)

Der Tower gehört zum Welterbe der UNESCO und ist ein Scheduled monument im Vereinigten Königreich. Nahezu jedes einzelne Gebäude auf dem Festungsgelände besitzt eigenen Denkmalschutz als Listed Building.
Die UNESCO nahm den Tower auf die Welterbeliste, da er zwei Kriterien erfüllte. Nach Kriterium (ii) war er Vorbild für zahlreiche weitere Burganlagen mit Keeps aus Stein wie in Colchester Castle, Rochester Castle, Hedingham Castle, Norwich Castle und Carisbrooke Castle. Zum anderen ist er nach Kriterium (iv) ein Beispiel par excellence für eine Burg normannischen Baustils und ein maßgeblicher Referenzpunkt für militärische Architektur des Mittelalters.
Abbildungen des Towers im Londoner Stadtbild sind seit der Zeit der Tudors populär. Das einst dominierende Gebäude bildet den Hintergrund zahlreicher London-Bilder. Über die Jahrhunderte erwies sich dabei insbesondere der Blick von der anderen Flussseite gegenüber vom Traitors’ Gate als besonders wichtig. Dieser erlaubt den Anblick von Traitors’ Gate, der West- und Südfassaden des White Towers bis hin zum Waterloo Block. Neubauten im Hintergrund werden aus dieser Perspektive komplett durch White Tower geschützt. Dieser Blick, und der freie Himmel im Hintergrund des Towers, ist mittlerweile durch das London View Management Framework geschützt.
Historic Royal Palaces, als Verwalter des Towers, muss über jedes Bauprojekt im Umkreis von 800 Metern informiert werden sowie über weiter entfernt gelegene Bauprojekte, die den Anblick des Towers signifikant verändern könnten. Dabei wertet die Organisation insbesondere den Blick von der Londoner City Hall am gegenüberliegenden Ufer der Themse als besonders wichtig.
Trotzdem liegen das Vereinigte Königreich und die UNESCO im Streit um den Zustand des Towers, da die neu aufgetürmte Skyline zahlreicher Wolkenkratzer im Londoner Osten den Tower aus vielen Blickrichtungen in seiner Wirkung erheblich einschränkt. Die UNESCO bemängelte in einem Bericht von 2006, dass mehrere Bauprojekte in der Nähe des Towers dessen Welterbestatus gefährden könnten. Darunter befanden sich das mittlerweile aufgegebene Minerva Building in der Londoner City und das 2012 noch im Bau befindliche 20 Fenchurch Street in der Londoner City. Seit 2006 fordert die UNESCO entsprechende Studien der Welterbeparteien ein, die einen besseren Schutz des Towers gewährleisten.

### Übersichtsliteratur
- John Whitcomb Bayley: The History and Antiquities of the Tower of London. London 1821 (Digitalisat).
- Simon Bradley, Nikolaus Pevsner: London 1, The City of London. Penguin, London 1997, ISBN 978-0-300-09624-8, S. 354–371.
- John Britton und Edward Wedlake Brayley: Memoirs of the Tower of London. London 1830 (Digitalisat).
- John Charlton (Hrsg.): The Tower of London. Its Buildings and Institutions. Her Majesty’s Stationery Office, London 1978, ISBN 0-11-670347-4.
- Howard Montagu Colvin (Hrsg.): The History of the King’s Works. Band 2: The Middle Ages. Her Majesty’s Stationery Office, London, 1963, S. 706–729.
- Howard Montagu Colvin (Hrsg.): The History of the King’s Works. Band 3: 1485–1660 (part 1). Her Majesty’s Stationery Office, London, 1975, S. 262–277.
- Brett Dolman, Susan Holmes, Edward Impey, Adrian Budge, Bridget Clifford, Jane Spooner: Erleben Sie den Tower of London, London 2013, ISBN 978-1-873993-01-9
- Geoffrey Parnell: English Heritage Book of the Tower of London. Batsford, London 1993, ISBN 0-7134-6864-5.
- Geoffrey Parnell, Ivan Lapper: The Tower of London: A 2000 Year History. Osprey Publishing, Oxford 2001, ISBN 1-84176-170-2.

### Weiterführendes zu Einzelaspekten
- Christoper Edgar Challis: A New History of the Royal Mint. Cambridge University Press, Cambridge 1992, ISBN 0-521-24026-3.
- Daniel Hahn: The Tower Menagerie. Simon & Schuster UK, London 2003, ISBN 0-7432-2081-1.
- Brian A. Harrison: The Tower of London Prisoner Book: A Complete Chronology of the Persons Known to have been Detained at Their Majesties Pleasure, 1100–1941. Trustees of the Royal Armouries, London 2004, ISBN 0-948092-56-4.
- Edward Impey (Hrsg.): The White Tower. Yale University Press, London 2008, ISBN 978-0-300-11293-1.
- Simon Thurley: The Royal Lodgings at the Tower of London 1240–1320. In: Architectural History. Vol. 38, 1995, S. 36–57.